# Liste der Kulturdenkmale in Rötha

Wappen von Rötha

Die Liste der Kulturdenkmale in Rötha enthält die Kulturdenkmale in Rötha.
Diese Liste ist eine Teilliste der Liste der Kulturdenkmale in Sachsen.

## Legende
- Bild: Bild des Kulturdenkmals, ggf. zusätzlich mit einem Link zu weiteren Fotos des Kulturdenkmals im Medienarchiv Wikimedia Commons. Wenn man auf das Kamerasymbol klickt, können Fotos zu Kulturdenkmalen aus dieser Liste hochgeladen werden:
- Bezeichnung: Denkmalgeschützte Objekte und ggf. Bauwerksname des Kulturdenkmals
- Lage: Straßenname und Hausnummer oder Flurstücknummer des Kulturdenkmals. Die Grundsortierung der Liste erfolgt nach dieser Adresse. Der Link (Karte) führt zu verschiedenen Kartendiensten mit der Position des Kulturdenkmals. Fehlt dieser Link, wurden die Koordinaten noch nicht eingetragen. Sind diese bekannt, können sie über ein Tool mit einer Kartenansicht einfach nachgetragen werden. In dieser Kartenansicht sind Kulturdenkmale ohne Koordinaten mit einem roten bzw. orangen Marker dargestellt und können durch Verschieben auf die richtige Position in der Karte mit Koordinaten versehen werden. Kulturdenkmale ohne Bild sind an einem blauen bzw. roten Marker erkennbar.
- Datierung: Baubeginn, Fertigstellung, Datum der Erstnennung oder grobe zeitliche Einordnung entsprechend des Eintrags in der sächsischen Denkmaldatenbank
- Beschreibung: Kurzcharakteristik des Kulturdenkmals entsprechend des Eintrags in der sächsischen Denkmaldatenbank, ggf. ergänzt durch die dort nur selten veröffentlichten Erfassungstexte oder zusätzliche Informationen
- ID: Vom Landesamt für Denkmalpflege Sachsen vergebene, das Kulturdenkmal eindeutig identifizierende Objekt-Nummer. Der Link führt zum PDF-Denkmaldokument des Landesamtes für Denkmalpflege Sachsen. Bei ehemaligen Kulturdenkmalen können die Objektnummern unbekannt sein und deshalb fehlen bzw. die Links von aus der Datenbank entfernten Objektnummern ins Leere führen. Ein ggf. vorhandenes Icon  führt zu den Angaben des Kulturdenkmals bei Wikidata.

## Rötha
| Bild                                    | Bezeichnung | Lage                                         | Datierung                 | Beschreibung | ID       |
| --------------------------------------- | --- | -------------------------------------------- | ------------------------- | --- | -------- |
| Weitere Bilder                          | Wasserturm | Am Wasserturm (Karte)                        | 1913                      | Der gelbe Klinkerbau ist stadtbildprägend und technikgeschichtlich von Bedeutung. Der Röthaer Wasserturm entstand 1913 im Auftrag der Stadt unter Leitung des Dresdner Ingenieurs Hermann Franke. Für die Ausführung des mit gelben Klinkern verkleideten Stahlbetonbaus war die Cementbaugesellschaft Alban Vetterlein und Co. mbH aus Leipzig verantwortlich. Über kreisrundem Grundriss gliedert sich der Turm in drei Zonen: über der aus acht Bögen gebildeten und mit Okuli belichteten Sockelzone verjüngt sich der Turmschaft, dessen tragende Stahlbetonstützen sich am Außenbau als Lisenengliederung ablesen lassen. Das darüber befindliche, schmucklose Behältergeschoss mit dem 240 m³ fassenden Stahlbetonbehälter wird unterhalb der Traufe von einer Reihe hochrechteckiger Fenster belichtet und mit einem halbkugelförmigen Haubendach mit Entlüftungslaterne abgeschlossen. In seiner klaren, architektonisch ansprechenden Formensprache und der Konstruktion in Stahlbeton kombiniert der Röthaer Wasserturm damals moderne Gestaltungs- und Konstruktionselemente. Er ist somit von baugeschichtlicher Bedeutung und durch seine zentrale Lage darüber hinaus von stadtbildprägendem Wert. Als Zeugnis der städtischen Wasserversorgung aus dem frühen 20. Jahrhundert kommt ihm ebenfalls eine technikgeschichtliche Bedeutung zu. Er ist bis heute in Nutzung. (LfD/2017) | 09259103 |
|                                         | Einzeldenkmal der Sachgesamtheit Friedhof Rötha: Friedhofskapelle mit Bauplastik | August-Bebel-Straße (Karte)                  | 1947/48                   | Ein Bruchsteinbau in den zeittypischen, monumentalisierenden Formen, ortsgeschichtlich und baugeschichtlich von Bedeutung. Ein kleiner Saalbau mit Satteldach und hölzernem Dachreiter, der Eingangsbereich mit dreiteiliger Bogenstellung, darüber eine geschlossene Giebelwand geschmückt mit einer nackten weiblicher Figur (Kunststein oder Muschelkalkstein) auf Konsole, Ostseite in drei gestreckten Rundbogenfenstern geöffnet, in den seitlichen Anbauten mit quer- und hochrechteckigen Fenstern Sakristei und Leichenhalle, ein architektonisch bemerkenswertes Beispiel einer Friedhofskapelle der unmittelbaren Jahre nach dem II. Weltkrieg, das die Umsetzung dieser speziellen Bauaufgabe in jener Zeit dokumentiert, hierdurch baugeschichtlicher Aussagewert, auch Zeugnis der Trauer- und Bestattungskultur in der Vergangenheit, verweist zudem auf die Entwicklung des Ortes in der jüngeren Vergangenheit, deshalb ortsgeschichtlich von Bedeutung, die baubezogene Plastik von künstlerischer Bedeutung. (LfD/2011) Eine kleine Saalkirche mit Vorlaube aus drei segmentbogigen Arkadenöffnungen, hölzerner Dachreiter, auf einer Konsole eine große nackte weibliche Figur, an der Ostseite drei rundbogige Lanzettfenster, zwei seitliche eingeschossige Nebenbauten mit quer- und hochrechteckigen Fenstern (Sakristei und Leichenhalle). | 09259104 |
|                                         | Sachgesamtheit Friedhof Rötha mit Friedhofskapelle als Einzeldenkmal (siehe Obj. 09259104), Einfriedung und gärtnerisch gestalteter Friedhofsanlage mit Wegesystem und strukturbildender Bepflanzung (Gartendenkmal) als Sachgesamtheitsteil           | August-Bebel-Straße (Karte)                  | 1947/48                   | Ortsgeschichtlich von Bedeutung. Ein als Einheit neu angelegter Friedhof aus der Zeit unmittelbar nach dem II. Weltkrieg (der Friedhof an der Marienkirche bot nicht mehr genügend Raum für Bestattungen), Zeugnis der Ortsgeschichte, aufgrund seiner Entstehungszeit und -bedingungen seltenes Dokument der Friedhofskultur in den ersten schweren Nachkriegsjahren. (LfD/2011) | 09303795 |
|                                         | Wohnhaus in Ecklage | August-Bebel-Straße 2 (Karte)                | um 1905                   | Das Gebäude mit Laden ist ein Historismusbau am Markt im Stil der deutschen Neorenaissance, ortsentwicklungsgeschichtliche und baugeschichtliche Bedeutung, wichtig für das Ortsbild am Markt. Ein zweigeschossiger Bau, massiv, verputzt mit Mansarddach, die Front an der August-Bebelstraße ist dreigeschossig ausgebaut, entsprechend der städtebaulichen Situation Eckerker mit geschwungener Haube und hohem, volutengeschmücktem Schweifgiebel an der Marktseite. Ein Dokument der Ortsentwicklung im ausgehenden 19. Jh., als Zeugnis für den damaligen baulichen Wandel des einstigen Handwerker- und Ackerbürgerstädtchen, und typisches Beispiel eines historistischen, in den Formen der deutschen Renaissance gestalteten Wohn- und Geschäftshauses auch baugeschichtlich von Aussagewert, wichtiger Bestandteil des Marktbildes. (LfD/2011) Das Gebäude besteht aus zwei und drei Geschossen, hat unregelmäßige Achsen, einen dreiseitigen Eckerker mit Haubenaufsatz, und einen hohen volutengeschmückten Giebel. | 09259081 |
|                                         | Grundschule Rötha | August-Bebel-Straße 42 (Karte)               | bez. 1886                 | Ein Historismusbau in Klinkerarchitektur, links ein Anbau mit wertvollen, farbigen Keramikreliefs des Frohburger Kunsttöpfers Kurt Feuerriegel, ortsgeschichtliche, baugeschichtliche und künstlerische Bedeutung. Das Hauptgebäude ist ein dreigeschossiger Klinkerbau über Bruchsteinsockel, Gliederung der Fassade durch Gesimse und dunklere Klinkerbänder, ein zweiachsiger Mittelrisalit mit Haupteingang und gotisierendem Giebel, der Schlussstein der rundbogigen Portalrahmung bezeichnet mit 1886, eine reiche zweiflüglige Tür mit Oberlicht, im zweiten Obergeschoss des Mittelrisalits ein Inschriftfeld: „Weiset meine Kinder zu mir“, im Giebelfeld eine Uhr, zusätzlicher Schmuck der Fassade durch schmiedeeiserne Maueranker, an der Ostseite ein jüngerer, sich in die Tiefe erstreckender Anbau ebenfalls in Klinkern ausgeführt, dazu Putzgliederungen an den Fenstern. Als Fassadenschmuck farbige Keramikreliefs von Kurt Feuerriegel, die Ausgestaltung des Portals mit Reliefs der Sternzeichen. Das Hauptgebäude, errichtet als Volks- und Fortbildungsschule, ist ein typischer kaiserzeitlicher Schulbau in historistischen Formen, Erweiterungsbau in qualitätvoller Architektur des Reformstils um 1910/15, Dokument der Schulgeschichte am Ort und im Allgemeinen, deshalb ortsgeschichtlicher und sozialgeschichtlicher Aussagewert, als charakteristisches Beispiel des Schulbaus seiner Zeit auch bautypologisch von Interesse, die künstlerische Bedeutung bezieht sich auf die Ausgestaltung des Erweiterungsbaues durch einen für die Region wichtigen Kunsthandwerkers. (LfD/2011). Das Gebäude hat drei Geschosse, eine rote Klinkerfassade mit Klinkerbändern, Bruchsteinsockel, Stockgesimse, original erhalten sind die Haustür mit Oberlicht und Klinke und Gitter, über der Tür bezeichnet 1886, ein schmiedeeiserner Maueranker, der Mittelrisalit mit Spruch: „Weiset meine Kinder zu mir“, im Giebelfeld eine Uhr, ebenso original die Hoftür, Treppenhaus, Innentüren, Wohnungsfenstertüren mit Ätzglas. Der Anbau seitlich ist ein Klinkerbau mit Putzgliederungen an den Fenstern, die Keramikreliefs farbig, vermutlich von K. Feuerriegel, original erhalten sind die Portalgestaltung mit Reliefs – Zwölf Sternzeichen, Haustür mit Klinke und Oberlicht sowie das Treppenhaus. | 09259410 |
|                                         | Villa in Ecklage Lessingstraße mit Einfriedung | August-Bebel-Straße 51 (Karte)               | um 1920                   | Ein zweigeschossiger Bau mit Walmdach, verklinkertes Sockelgeschoss, Fassaden darüber sind verputzt (ursprünglich eingefärbter Edelputz), zurückhaltende Schmuck- und Gliederungselemente ebenfalls in Putz ausgeführt, ein Erkerchen mit teils kannelierter Vertikalgliederung, Ecken durch angesetzte schmale horizontale Grate betont, Sohlbankgesims, Treppenvorbau mit Terrazzo und kannelierten Pfeilern, im Inneren sind die Raumaufteilung sowie Ausstattungselemente aus der Erbauungszeit, unter anderem die Diele sowie die angrenzenden Räume mit für die 1920er Jahre charakteristischen Gestaltung (Pendeltür, Decke, Bleiverglasung). Die Einfriedung besteht aus Betonpfeilern, die ursprünglichen Zaunsfelder verloren, heute Stahlzaun, Zeugnis für die Entwicklung der Stadt in den 1920er Jahren, als Beispiel der Villenarchitektur jener Zeit, das sich durch eine zurückhaltende, aber gediegene Formensprache auszeichnet, zudem baugeschichtlich interessant, durch die exponierte Lage am Ortseingang auch wichtig für das Stadtbild. (LfD/2011) Das Gebäude hat zwei Geschosse, 5:5 Achsen, ein Walmdach, ein verklinkertes Sockelgeschoss, die Putzfassade mit schlichten geputzten Fensterrahmen, ein Erkerchen mit teils kannelierter Vertikalgliederung, die Ecken durch angesetzte schmale horizontale Grate betont, ein durchlaufendes geschosstrennendes Gesims, teils originale Fenster, Treppenvorbau, Terrazzo, kannelierte Pfeiler, Einfriedung, Betonpfeiler mit Lattenzaun. Im Innern die Diele sowie die angrenzenden Räume mit einer für die 1920er Jahre charakteristischen Gestaltung, (einschließlich Pendeltür, Decke, Bleiverglasung). | 09259105 |
|                                         | Volkshaus (Gewerkschaftshaus) | August-Bebel-Straße 63 (Karte)               | 1925–1926                 | Ein Massivbau in den traditionellen Formen der 1920er Jahre, auch ehemaliger Sitz der Röthaer SPD, in unmittelbarer Nachbarschaft zum Wasserturm, ortsgeschichtlich und sozialgeschichtlich von Bedeutung. 1925/26 vom Röthaer „Gewerkschaftskartell“ und dem Arbeitersportverein errichtet, Planung durch den Röthaer Baumeister Matthes, zweigeschossiger Bau, massiv in Ziegel, verputzt, bestehend aus Hauptgebäude und mehreren Anbauten, die Front am Hauptgebäude mit Pilastergliederung und Rundbogenfenstern, im Dachbereich Betonung der Mitte durch Segmentgiebel, darüber zwiebeltürmiger Dachreiter, auf der Westseite Anbau mit Haupteingang, dieser durch Risalit betont, schlichte Portalrahmung mit Pilastern, auch auf der Nord- und Ostseite Anbauten, Zeugnis der politischen und Kulturgeschichte der 1920er Jahre, insbesondere unter dem Aspekt der Arbeiter- und Gewerkschaftsbewegung, im Ort und in der Region. (LfD/2011) Das Gebäude hat zwei Geschosse, acht Achsen, ein fünfachsiges Hauptgebäude mit Vorbau und rückwärtigem Anbau, das Hauptgebäude mit Pilastergliederung und Rundbogenfenstern, ein zwiebeltürmiger Dachreiter, Vorbau, Walmdach, Mittelrisalit, das Portal mit schlichten Pilastern, stark überformte Fenster. | 09259102 |
|                                         | Wohnhaus in Ecklage Böhlener Straße | Bahnhofstraße 1 (Karte)                      | um 1870                   | Ein reich gestalteter Bau der frühen Gründerzeit mit ortsentwicklungsgeschichtlicher und baugeschichtlicher Bedeutung. Das Gebäude ist zweigeschossig, massiv in Ziegelmauerwerk, verputzt, das Satteldach mit Drempel, an der Hauptfront an der Bahnhofstraße mit Mittelrisalit, dieser durch Dreieckgiebel bekrönt, aufwändiger Fassadenschmuck in neuklassizistischen Formen, das Erdgeschoss mit Putznutung, im Obergeschoss verschiedene Friese, die Fenster im Obergeschoss teils mit Dreiecks-, teils mit geraden Verdachungen, im Mittelrisalit gelegener, durch Pilaster gerahmter Hauseingang rundbogig geschlossen, eine bemerkenswerte zweiflügelige Haustür mit reichen, gusseisernen Gittern, über dem Hauseingang Fenster (wohl ursprünglich Tür) durch zwei kleine Figurennischen flankiert, Ladeneinbau im Erdgeschoss später, das Gebäude ist aufgrund seiner gestalterischen Qualitäten und Lage im Ortsgefüge (Nähe Markt) ein wichtiges Zeugnis für die örtliche Bauentwicklung in der zweiten Hälfte des 19. Jh., als kleinstädtisches Wohnhaus der frühen Gründerzeit auch bautypologisch von Interesse. (LfD/2011) Das Gebäude hat zwei Geschosse, 7:3 Achsen, Mittelrisalit mit Zwerchhaus und Dreiecksgiebel, ein angedeutetes Mezzanin, eine aufwendige neoklassizistische Stuckfassade, eine originale zweiflügelige Haustür mit reichen, gusseisernen Gittern. | 09259100 |
|                                         | Mietshaus in halboffener Bebauung | Bahnhofstraße 6 (Karte)                      | bez. 1907                 | Ein reich gestalteter Jugendstilbau mit ortsentwicklungsgeschichtlicher und baugeschichtlicher Bedeutung. Das Gebäude ist dreigeschossig, das Erdgeschoss teils verputzt, teils mit Kunststein- und Stuckelementen verkleidet, die Obergeschosse mit weißer Verklinkerung und Schmuckelementen in Kunststein und Stuck, Mansarddach, die Fassade ist symmetrisch aufgeteilt in einen zweigeschossigen Erker in der Mitte, darüber ein Zwerchhaus mit Austritt, als Bekrönung Stufengiebel, die äußeren Achsen sind als Seitenrisalite ausgebildet, diese im Erdgeschoss mit schweren, durch Masken und Blattwerk geschmückte Rahmungen, eine davon enthält die Toreinfahrt, als oberer Abschluss der Risalite Doppelgaupen, im Innern ist die Treppenhausausstattung aus der Erbauungszeit, im örtlichen Rahmen ein herausragender Bau des frühen 20. Jh., ein Dokument für eine gehobene Bau- und Wohnkultur auch im kleinstädtischen Milieu zu damaliger Zeit, beeinflusst durch das großstädtische Baugeschehen (Leipzig). (LfD/2011) Das Gebäude hat drei Geschosse, sieben Achsen, drei Zwerchhäuser, Mittelerker, sehr reiche Jugendstildekoration, Obergeschosse mit weißen Klinkerflächen, original: Treppenhaus, Wohnungstüren, AWC-Türen. | 09259101 |
|                                         | Wohnhaus in geschlossener Bebauung | Bahnhofstraße 11 (Karte)                     | um 1910                   | Das Gebäude mit Gaststätte, einer Putzfassade mit Porphyrbossengliederung ist gestaltet im Sinne der Heimatschutzbewegung und besitzt eine baugeschichtliche und ortsentwicklungsgeschichtliche Bedeutung. Ein zweigeschossiger verputzter Bau mit Satteldach, Zwerchhaus und Gaupen sowie einer malerischen Fassadengestaltung, bossierte Porphyrtuffelemente kontrastieren mit glatten Putzflächen, am Zwerchhaus Fachwerkimitation. Ein Dokument der Entwicklung des Ortes zum Anfang des 20. Jh., verweist auf dessen bauliche Erweiterung unter Verwendung moderner, am Großstadtbaugeschehen orientierter Bauformen, als Beispiel eines im Sinne der Heimatschutzbewegung oder des Werkbundes gestalteten Wohngebäudes auch baugeschichtlich interessant. (LfD/2011) Das Gebäude hat Geschosse, das Dach ist ausgebaut, ein großes Zwerchhaus mit Putzfachwerk, die Putzfassade mit Porphyrgliederung und einer Figurennische mit Konsole. | 09259411 |
|                                         | Mietshaus in halboffener Bebauung | Bahnhofstraße 29 (Karte)                     | bez. 1906                 | Das Gebäude mit einer Fassade mit Jugendstildekor ist ortsentwicklungsgeschichtlich von Bedeutung. Ein zweigeschossiger Putzbau, das Mansarddach mit breitem Zwerchhaus und Dachgaupen, Fassade mit relativ reichem Jugendstildekor (Masken und vegetabile Formen), im Zwerchhaus ein ovaler Okulus mit kartuschenartiger Rahmung, darunter mit Datierung 1906, eine bauzeitliche Haustür in ebenfalls typischer Jugendstilform, ein Zeugnis der Entwicklung Röthas im frühen 20. Jh., verweist auf die damalige bauliche Erweiterung des Ortes entlang der Ausfallstraßen. (LfD/2011) Das Gebäude hat zwei Geschosse, sechs Achsen, ein Mansarddach mit Zwerchhaus und Dachgauben, im Zwerchhaus vier hochrechteckige Fenster mit kleinen Volutenbekrönungen, ovaler Okulus mit reicher Verzierung, zwei Reliefköpfe über Fenster und Tür, originale Haustür, Hoftür, Wohnungstüren, AWC-Türen, Treppenhaus, Putzfassade. | 09259114 |
|                                         | Transformatorenhäuschen | Böhlener Straße (Karte)                      | um 1925                   | Ein gut erhaltenes regionaltypisches Trafohäuschen der 1920er Jahre, technikgeschichtlich von Bedeutung. Ein konischer Bau auf quadratischem Grundriss, verputzt mit Walmdach, ein Laternenaufsatz mit Zeltdach, Zeugnis der Stromversorgung in den 1920er Jahren, belegt den gestalterischen Anspruch auch für rein technische Gebäude zu damaliger Zeit, der im Sinne der Heimatschutzbewegung auf eine harmonische Einbindung dieser Bauten ins Umfeld zielte. (LfD/2011) Ein Trafohäuschen auf quadratischem Grundriss mit umlaufendem Fußwalm, Laternenaufsatz mit Zeltdach und einer Putzfassade. | 09259093 |
|                                         | Postamt (Ehem. Postgebäude in offener Bebauung) | Böhlener Straße 9 (Karte)                    | um 1890                   | Mit Klinkerfassade, einer anspruchsvollen Fassadengestaltung in späthistoristischen Formen, ortsgeschichtliche und posthistorische sowie baugeschichtliche Bedeutung. Ein zweigeschossiger Bau mit Bruchsteinsockel, die Fassade größtenteils verklinkert, einzelne Partien verputzt, Satteldach, nachträglich ausgebaut, an der Straßenfront im oberen Bereich flache Vorlage, die in einem Zwerchhaus endet, als Abschluss dreieckiger Giebel mit Zinnenbekrönung, Gestaltung der größeren Giebel an den Seitenfronten ähnlich, gotisierende Schmuckformen typisch für den historistischen Ziegelbau, im Innern ist das Treppenhaus in ursprünglicher Form erhalten (Bodenfliesen), ein Zeugnis der Ortsentwicklung und Postgeschichte im ausgehenden 19. Jh., als charakteristisches Beispiel eines Postgebäudes der wilhelminischen Kaiserzeit auch bautypologisch wichtig. (LfD/2011) Das Gebäude hat zwei Geschosse, vier Achsen, einen Mittelrisalit mit Zwerchhaus, rote Klinker mit Putzgliederung, seitliche Treppengiebel, originale Fenster, originales Treppenhaus und Bodenfliesen. | 09259098 |
|                                         | Mietshaus | Böhlener Straße 14 (Karte)                   | bez. 1911                 | Ein Bau mit Natursteinelementen und Zierfachwerk, in den Formen des Späthistorismus und Jugendstils, von ortsentwicklungsgeschichtlicher Bedeutung. Ein dreigeschossiger Bau, asymmetrisch gegliederte Fassade verputzt, aufwändig gestaltete Tür- und Fensterrahmungen in gotisierenden Formen (Porphyrtuff), Satteldach mit Zwerchgiebel, dieser mit Blendfachwerk geschmückt, an den Brüstungen des zweiten Obergeschosses Dekorfelder mit Festons, ein Zeugnis der Entwicklung Röthas im frühen 20. Jh., die u. a. durch eine bauliche Erweiterung des Ortes entlang der Ausfallstraßen geprägt war, ein durch seine Gestaltung markant wirkender Bau. (LfD/2011) Das Gebäude hat drei Geschosse, vier Achsen, eine reich profilierte Porphyrgewände, die Putzfassade mit Stuckgliederung, ein Zwerchhaus mit Blendfachwerk, die originale Haustür sowie teils originale Fenster. | 09259095 |
|                                         | Mietshaus in offener Bebauung | Gartenstraße 2 (Karte)                       | 1895                      | späthistoristischer Bau mit straßenbildprägender Wirkung, ortsentwicklungsgeschichtliche Bedeutung. Denkmaltext: zweigeschossiger Bau, Bruchsteinsockel, symmetrisch gegliederte Putzfassade mit Kunststeinelementen, ausgebautes Satteldach, Hauseingang portikusartig gerahmt, Zeugnis der baulichen Entwicklung Röthas im späten 19. Jh., dokumentiert das Vordringen großstädtischer Bauformen in das einstige Ackerbürger- und Handwerkerstädtchen, durch seine markante Lage am Lindenplatz auch wichtig für das Ortsbild (Nähe zur Marienkirche). (LfD/2011) Zwei Geschosse, fünf Achsen, ausgebautes Dachgeschoss, Putzfassade mit Kunststeingliederung, Bruchsteinsockel, original: Haustür mit Klinke, Treppenhaus, Wohnungstüren, 1. Obergeschoss Winterfenster, AWC-Türen, ein Kellerfenstergitter, Hoftür. | 09259358 |
|                                         | Wohnhaus in halboffener Bebauung | Gottfried-Silbermann-Straße 3 (Karte)        | vermutlich 1769           | Putzbau, Teil der historischen Bebauung im Ortskern, baugeschichtliche und ortsgeschichtliche Bedeutung. Denkmaltext: zweigeschossiger Bau, Erdgeschoss massiv, Obergeschoss vermutlich Fachwerk, insgesamt verputzt, Krüppelwalmdach, eines der ältesten Wohnbauten von Rötha, Zeugnis der Wohn- und Lebensverhältnisse in dem Ackerbürger- und Handwerkstädtchen in vorindustrieller Zeit, als typisches kleinstädtisches Wohnhaus der zweiten Hälfte des 18. Jh. auch baugeschichtlich bedeutend. (LfD/2011) Zwei Geschosse, 6:2 Achsen, Krüppelwalmdach, vermutlich Fachwerk verputzt, originale Haustür, | 09259085 |
| Direkt Bild zu diesem Denkmal hochladen | Einzeldenkmale der Sachgesamtheit Wohnanlage Lindenhof (Obj. 09300527): drei Mehrfamilienhäuser | Güntzelstraße 9a; 9b; 9c; 9d; 9e; 9f (Karte) | 1928                      | baugeschichtlich von Bedeutung. Denkmaltext: zweigeschossige und dreigeschossige Putzbauten, U-förmig angeordnet und durch flachere Nebengebäude verbunden, Klinkersockel, horizontale Gliederung durch farbige Putzstreifen, Satteldächer (seit 1936, ursprünglich insgesamt Flachdächer), spannungsvolle Akzente durch die vertikal betonten, mit Klinkern und Glasflächen gestalteten Eingangs- und Treppenhausbereiche, in diesem Sinne auch Betonung der Ecken durch Balkone mit Klinkerbrüstungen, in den Nebengebäuden Nutzräume wie Waschhäuser, Trockenböden u. ä. untergebracht, die ursprünglich konzise im Stil des neuen Bauens errichtete Wohnanlage wichtiges Beispiel der klassischen Moderne in der Region, trotz Veränderungen der NS-Zeit die hohe gestalterische Qualität der Architektur Thilo Schoders immer noch ablesbar, Aussagewert zum Schaffen dieses bedeutenden, international tätigen Architekten, darüber hinaus Zeugnis zur Baupolitik der Weimarer Republik und zur Entwicklung Röthas in den 1920er Jahren. (LfD/2011) Im Stil des neuen Bauens mit zahlreichen originalen Details, zwei Geschosse, Putzfassade mit Klinkersockel und Klinkerbalkone, original: Treppenhaus, Wohnungstüren (überwiegend), Treppenhausfenster mit Mattverglasung, Fußbodenfliesen, Terrazzostufen, originale Lampen, überwiegend original: Kellertür mit Klinke, Haustür, Balkontüren, Waschhäuser und Abstellraum, Flachdach als Verbindung zwischen den Wohnzeilen, Fenster aus DDR-Zeit (neu), Obergeschosse Putz teilweise verändert, original: in den Treppenhäusern: Briefkästen und Zählerkästen, Hof mit Lindenbestand, Teppichstangen, rückwärtig (Putz teilweise ursprünglich rote und rötlich gelbe Farbgebung) | 09259424 |
| Direkt Bild zu diesem Denkmal hochladen | Sachgesamtheit Wohnanlage Lindenhof, mit folgenden Einzeldenkmalen: drei Mehrfamilienhäuser (siehe Obj. 09259424) und mit folgendem Sachgesamtheitsteil: Wohngrün                                                                                      | Güntzelstraße 9a; 9b; 9c; 9d; 9e; 9f (Karte) | 1928                      | baugeschichtlich von Bedeutung. Denkmaltext: auf einheitlichem Entwurf basierende Wohnanlage, bestehend aus zweigeschossigen und dreigeschossige Putzbauten, U-förmig angeordnet und durch flachere Nebengebäude verbunden, umschlossener Hofraum als Grünanlage gestaltet, die ursprünglich konzise im Stil des neuen Bauens errichtete Wohnanlage wichtiges Beispiel der klassischen Moderne in der Region, trotz Veränderungen der NS-Zeit (Umbau der Flachdächer zu Satteldächern) die hohe gestalterische Qualität der Architektur Thilo Schoders immer noch ablesbar, Aussagewert zum Schaffen dieses bedeutenden, international tätigen Architekten, darüber hinaus Zeugnis zur Baupolitik der Weimarer Republik und zur Entwicklung Röthas in den 1920er Jahren. (LfD/2011) | 09300527 |
| Direkt Bild zu diesem Denkmal hochladen | Turnhalle des Turnvereins Rötha | Haeckelstraße 2 (Karte)                      | 1894–1895                 | Putzbau mit Klinkergliederung in späthistoristischen Formen, ortsgeschichtliche und sozialgeschichtliche Bedeutung. Denkmaltext: zweiteiliger Baukörper, bestehend aus der eingeschossigen Turnhalle und dem zweigeschossigen Kopfbau mit Mansarddach (1924 angebaut), Putzfassaden durch horizontale und vertikale Klinkerelemente in leicht gotisierenden Formen (angedeutete Strebepfeiler), Halle mit Rundbogenfenstern und hofseitigem Eingang, im Innern Brettdecke mit Fischgrätenmuster, Kopfbau durch unmaßstäblichen Vorbau etwas gestört, Errichtung der Turnhalle geht auf den örtlichen Turnverein „Vater Jahn“ zurück, Zeugnis zum gesellschaftlichen Leben im ausgehenden 19. und in der ersten Hälfte des 20. Jh. am Ort, zudem Dokument zur Geschichte und Bedeutung der Turnerbewegung im Allgemeinen. (LfD/2011) Zweigeschossiger Vorbau mit Mansarddach, unregelmäßige Achsen, Halle mit sieben Rundbogenfenstern an jeder Seite, Putzfassade mit horizontalen und vertikalen Klinkergliederungselementen, gotisierende Pseudostrebepfeiler an Halle und Vorbau, durch Sanierung etwas beeinträchtigte Fensteröffnungen, besonders der Vorbau durch Mittelrisalitvorbau verunstaltet. 1920 vereinigten sich der Allgemeine Turn-Verein (gegr. 1898) und der Turnverein Rötha (gegr. 1863) zum Turnverein Vater Jahn, neben Turnen gab es Fußball, Faustball und Handball. | 09259106 |
|                                         | Kieselpflaster vor dem Nordeingang der Kirche | Johann-Sebastian-Bach-Platz (Karte)          | um 1890                   | seltenes Beispiel eines Mosaikpflasters aus der Zeit der Jahrhundertwende, baugeschichtliche Bedeutung. Denkmaltext: Schmuckpflaster aus roten, weißen und schwarzen Kieseln hergestellt, Anker und Stern darstellend, dient der Betonung des Kircheneingangs auf der Nordseite, Dokument des Pflasterbaus in der Vergangenheit, in dieser Form (ästhetischer Anspruch, Symbolgehalt) selten. (LfD/2011) Kieselpflaster vor der Kirche, rote, weiße und schwarze Kiesel, einen Anker und einen Stern darstellend. | 09259092 |
| Weitere Bilder                          | Schlosspark Rötha (Parkanlage (Gartendenkmal) sowie Gedenkstein für Völkerschlacht 1813) | Johann-Sebastian-Bach-Platz (Karte)          | um 1790                   | Landschaftspark im englischen Stil, wichtigster erhaltener Teil der einst bedeutenden Rittergutsanlage Rötha, ortsgeschichtliche und gartengeschichtliche Bedeutung. Denkmaltext: Der Röthaer Schlosspark ist eine um 1790 entstandene Parkanlage im Stil eines englischen Gartens. Sie erstreckt sich in Nord-Süd-Richtung. Am Südende der Parkanlage befand sich einst das Schloss. Prägende Gestaltungselemente sind die geschwungene Wegeführung, der Teich mit Insel im nördlichen Teil sowie ein beachtlicher historischer Bestand an gestalt- und raumbildenden Gehölzen. Der Verlauf der kleinen Pleiße ist teils abgrenzend, teils untergliedernd in die Gartengestaltung einbezogen. Als wichtigster erhaltener Teil des Rittergutsanlage Rötha hat der Schlosspark große ortsgeschichtliche Bedeutung, das Rittergut Rötha war sowohl aus kunsthistorischen als auch aus landesgeschichtlichen Gründen von hohem Wert (dessen ungeachtet Abriss des Schlosses 1968), für sich genommen ist der Schlosspark Rötha ein charakteristisches Beispiel eines Rittergutsparks im Landschaftsstil und deshalb Zeugnis für die Geschichte der Gartenkunst. (LfD/2011) Gedenkstein für die Gefallenen des Rittergutes im Krieg, Stern fehlend sowie Metallplatte, ungepflegt. | 09259390 |
|                                         | Denkmal für die Gefallenen des Ersten Weltkrieges | Johann-Sebastian-Bach-Platz (Karte)          | um 1920 (Kriegerdenkmal)  | Porphyr, ortsgeschichtlich von Bedeutung. Denkmaltext: Stele auf quadratischem Grundriss und breit gelagertem Sockel, gestufter Aufsatz mit geometrisierter Lorbeergirlande, Relief mit Soldatenkopf, Inschrift: „1914–1918 Unseren im Kampfe fürs Vaterland gebliebenen Helden“, verweist auf das geschichtliche Ereignis I. Weltkrieg unter Bezug auf das Schicksal der Bewohner Röthas, somit von allgemein geschichtlicher und ortsgeschichtlicher Bedeutung. (LfD/2011) Stele auf quadratischem Grundriss und breit gelagertem Sockel, gestufter Aufsatz mit geometrisierter Lorbeergirlande, Relief mit Soldatenkopf, Inschrift: „1914–1918 Unseren im Kampfe fürs Vaterland gebliebenen Helden“ | 09259088 |
| Weitere Bilder                          | Ev. Stadtkirche St. Georg (Kirche mit Ausstattung) | Johann-Sebastian-Bach-Platz (Karte)          | 12.–19. Jh.               | im Kern romanischer Bau, geprägt durch verschiedene spätere Umbauten, künstlerisch wertvolle Ausstattungsstücke, Orgel von Gottfried Silbermann und Zacharias Hildebrandt, ortsgeschichtliche, kirchengeschichtliche, baugeschichtliche, künstlerische und städtebauliche Bedeutung. Denkmaltext: ursprünglich romanische Pfeilerbasilika, davon Außenmauern, Langhausstützen und doppeltürmig angelegte Westbau (ausgeführt nur Nordturm) erhalten, gotischer Langchor mit polygonalem Schluss um 1500 angefügt, 1682 Westportal und Turmaufsatz, damals wohl auch Langhaus zur flachgedeckten, zweijochigen Halle umgebaut, 1896/97 Renovierung durch Theodor Quentin, dabei Choranbauten erneuert, Westbau in Quader- und Ziegelmauerwerk, romanische Schmuckelemente: breite Ecklisenen, dreiteiliges Rundbogenfenster mit Spiralsäulchen, Bogenfriese und deutsches Band (insgesamt stark erneuert), am Turm Doppelarkaden mit eingestellten Säulen, achteckiger Aufsatz mit geschweifter Haube und Laterne, Längswände der Halle weitgehend ungegliedert, geöffnet durch große Lanzettfenster, Portale hier in barocken, 1897 überarbeiteten Rahmungen, Chor eingezogen und mit Strebepfleilern, in den Fenstern schlichtes Maßwerk (Fischblasen), Inneres zum Westbau geöffnet, dreischiffig, Trennung der Schiffe durch weite Spitzbogen, hölzerne gefelderte Flachdecke von 1896, im dreijochigen Chor Sterngewölbe auf Wappenkonsolen, Schiff mit Emporen an West- und Nordseite (um 1720), wichtigste Ausstattungsstücke: frühbarocker Altar, zugleich Epitaph für Carl v. Friesen († 1599) und dessen Frau Rahel († 1619), Kanzel (um 1600), Taufe in Rochlitzer Porphyrtuff (Ende 15. Jh.), Orgel von Gottfried Silbermann und Zacharias Hildebrandt (1721 geweiht), im Chor Grabdenkmäler der Fam. v. Friesen (16.–18. Jh.), die Röthaer Stadtkirche St. Georg gehört insonderheit zu den herausragenden Zeugnissen der romanischen Sakralbaukunst im Leipziger Raum, deshalb von großer baugeschichtlicher und kirchengeschichtlicher Bedeutung, Dokument der Ortsgeschichte, durch die Qualität der Architektur und Ausstattungsstücke auch hoher künstlerischer Wert, darüber hinaus ist der Kirchenbau ein unverwechselbarer Bestandteil des Stadtbildes: (LfD/2011) Dreischiffige Hallenkirche mit romanischen Mauerresten in der Westfront, gotischer Langchor mit polygonalem Schluss, barocke Portale, Sakristei und Turmaufsatz, neogotischer Sakristeianbau und Türen, Silbermannorgel: zweimanualig, 1721 geweiht | 09259087 |
|                                         | Kleines Schloss (Wohnhaus) | Johann-Sebastian-Bach-Platz 1d (Karte)       | 1701 (Nebengebäude)       | ehemals Bestandteil der Rittergutsanlage, im Erdgeschoss barocke Kreuzgratgewölbe, ortsgeschichtliche Bedeutung. Denkmaltext: zweigeschossiger Bau, massiv in Bruchstein und Ziegel, verputzt, Fensterrahmungen in Sandstein, ausgebautes Satteldach, teilweise als Vollgeschoss ausgebildet, zu verschiedenen Zeiten Gebäude verändert und erweitert, auf die weit zurückreichende Baugeschichte des Gebäudes verweisen die Kreuzgratgewölbe im Erdgeschoss, einziges denkmalwertes Gebäude des ehem. Rittergutshofes (Schloss 1969 abgerissen), Dokument und Erinnerungswert für die sowohl kunsthistorisch (ehem. Schloss wichtiger Vertreter des Frühbarocks in Sachsen) als auch landesgeschichtlich (Fam. von Friesen) sehr bedeutende Rittergutsanlage, deshalb großer Zeugniswert für die Ortsgeschichte. (LfD/2011) Zwei Geschosse, jetzt neun Fenster (vermutlich elf Achsen), Putzfassade mit Sandsteinfensterrahmung, Bruchsteinmauerwerk, original: Kreuzgratgewölbe im Untergeschoss mit stark ... Kappen, rückwärtige Anbauten eventuell neu. | 09259426 |
| Weitere Bilder                          | Pfarrhaus mit Garten und Einfriedung | Johann-Sebastian-Bach-Platz 11 (Karte)       | 1709                      | Barockbau, im Obergeschoss Fachwerk, verputzt, Einfriedung des Pfarrgartens gemauert, ortsgeschichtlich, sozialgeschichtlich und baugeschichtlich von Bedeutung. Denkmaltext: zweigeschossiger, langgestreckter Bau, Satteldach, Erdgeschoss und Giebel massiv, Längsseiten des Obergeschosses in Fachwerk, insgesamt verputzt, im Erdgeschoss des Westgiebels ein Ochsenauge, originale Türgewände, Haustür mit klassizistischen Verzierungen, Scheidewände im Innern ebenfalls in Fachwerk, Zugang zum Pfarrgartens am Johann-Sebastian-Bach-Platz mit Einfahrt und Pforte (Holztore), Einfriedung des Gartens gemauert und verputzt, Sockel in Ziegel, Gliederung durch Pfeiler, an der Mühlgasse Pforte mit Holzsturz bezeichnet: MHM 1892, Zeugnis für die Lebensverhältnisse eines Kleinstadtpfarrers in der Vergangenheit, außerdem Aussagewert zur Baugeschichte im frühen 18. Jh. im Ort und in der Region, wesentlicher Bestandteil im Ortskern, insbesondere durch das städtebauliche Zusammenspiel mit der Georgenkirche. (LfD/2011) Zwei Geschosse, neun Achsen, Putzfassade, langgestreckter Baukörper, Fenster teils vermauert, im Erdgeschoss des Giebels ein Ochsenauge, originale Türgewände | 09259090 |
| Weitere Bilder                          | Einzeldenkmale der Sachgesamtheit Marienkirche und Kirchhof Rötha (Obj. 09300528): Kirche mit Ausstattung, einige Grabmale und Denkmal für die Gefallenen des Ersten Weltkrieges                                                                       | Marienstraße (Karte)                         | um 1510/1520 (Kirche)     | kirchengeschichtlich, ortsgeschichtlich, baugeschichtlich, künstlerisch und städtebaulich von Bedeutung. Denkmaltext: spätgotischer Saalbau, ursprünglich Wallfahrtskirche, Bruchstein, verputzt, 5/8-Chor, hohes Satteldach, Schiff und Chor von gleicher Breite, durch Triumphbogen getrennt, engmaschiges Netzgewölbe, im Chor als Rautenstern endend, Außenbau durch gleichmäßig angeordnete Strebepfeiler gegliedert, Sockelzone mit Vorhangbodenfenstern, Kaffgesims, darüber hohe dreiteilige Maßwerkbogenfenster, drei Portale mit Gewändestabwerk, an den Giebeln der Westseite und des nördlichen Anbaus reiches Blendmaßwerk, im Innern dreiseitige Emporen, im Westen doppelgeschossig, im Chor vergitterte Logen, wichtigste Ausstattungsstücke: Flügelaltar (um 1525/30), Kanzel und hölzerne Taufe (um 1700), Mondsichelmadonna von Stephan Hermsdorf (um 1520), Orgel von Gottfried Silbermann (1722), Grabmäler 17./18. Jh. im Chor, auf dem Kirchhof: Denkmal für die Gefallenen des I. Weltkriegs, Monolith mit Inschriftfeld und Relief (Stahlhelm und gekreuzte Bajonette), Grabmale als Einzeldenkmale: 1. zwei barocke Grabsteine an der Südseite der Kirche (Rochlitzer Porphyrtuff, um 1690, ovale Inschriftenfelder), 2. barocker Grabstein an der Nordseite der Kirche (rötlicher Sandstein, um 1730, zweiteilig, Sockel, darüber sich verjüngender Aufbau, figürliche Darstellungen: Christus mit Kreuz (?), Putten, Masken) 3. barocker Grabstein an der Nordseite der Kirche (Sandstein, um 1750, stark verwittert, zwei einander zugeneigte Inschriftenfelder, Sprenggiebel, kleine Vase als Aufsatz) 4. Grabkreuz an Südseite der Kirche (Sandstein, um 1890, Kreuz in Holzdarstellung, geschmückt mit Rosen, vor dem Kreuz Anker) 5. unbekanntes Wandgrabmal, östlich des Südeingangs zum Kirchhof (Ädikulaform, Sandstein, um 1890), 6. sechs Grabsteine derer v. Friesen auf der Südseite der Kirche (Steinsockel, Aufsätze fehlen, Ende 19. Jh.) 7. Grabstätte für Otto Heinrich v. Friesen († 1910) und Angehörige an der östlichen Kirchhofsmauer, in unmittelbarer Nachbarschaft der Kirche, Chorsüdseite(Wandgrabmal mit Kreuz und spitzbogigen Blendnischen), Marienkirche einer der wichtigsten spätgotischen Kirchenbauten im Leipziger Raum, deshalb von großerbaugeschichtlicher und kirchengeschichtlicher Bedeutung, Zeugnis der Ortsgeschichte, durch die Qualität der Architektur und Ausstattungsstücke auch hoher künstlerischer Wert, Kirchenbau für Rötha auch identitätsstiftender Bestandteil des Stadtbildes, die Grabmale des Kirchhofs sind Zeugnisse der Bestattungs- und Trauerkultur vergangener Zeiten mit teils wichtigem ortsgeschichtlichem Bezug (Grabstätten derer v. Friesen). (LfD/2011) Barockgrabstätte an Kirche 1732 (?) Sandstein, Kreuz mit hölzernen Girlanden, Gefallenendenkmal: Granit, auf der Südseite zwei Schriftgrabsteine des Freiherrn v. Friesen und zwei schmiedeeiserne Tore am Friedhofseingang, Grabdenkmäler des Barock, Silbernmannorgel: einmanualig, v. 1721. Die Orgel kam nach dem Kriege einstweilen nach Leipzig in den Saal des alten Rathauses, da die Marienkirche reparaturbedürftig war. | 09259352 |
| Weitere Bilder                          | Königlich-Sächsische Meilensteine (Sachgesamtheit): Meilenstein | Marienstraße (Karte)                         | bez. 1859 (Meilenstein)   | Ganzmeilenstein, verkehrsgeschichtlich von Bedeutung. Denkmaltext: Ganzmeilenstein, Sandstein, verwittert, gusseiserne Krönchen noch vorhanden, System der KSM diente der Kennzeichnung der Post- und Handelsstraßen, Distanzangaben mit der seit 1840 eingeführten „kleinen Meile“ (7,5 km). (LfD/2011) Ganzmeilenstein: Sandstein, stark verwittert, Inschriften nicht lesbar, mit schmiedeeisernem, verwittertem Krönchen, Höhe ca. 1,40 m | 09259351 |
| Direkt Bild zu diesem Denkmal hochladen | Sachgesamtheit Marienkirche und Kirchhof Rötha mit folgenden Einzeldenkmalen: Kirche mit Ausstattung, einige Grabmale und Denkmal für die Gefallenen des Ersten Weltkrieges (siehe Obj. 09259352) sowie Kirchhof mit Einfriedung (Sachgesamtheitsteil) | Marienstraße (Karte)                         | um 1510/1520 (Kirche)     | kirchengeschichtlich ortsgeschichtlich und städtebaulich von Bedeutung. Denkmaltext: als Sachgesamtheit verkörpern Kirchenbau und der umliegende Friedhof einen wichtigen Aussagewert zur Ortsgeschichte, Zeugnis der Friedhofskultur früherer Zeiten, wesentlicher Bestandteil der Ortsstruktur und des Ortsbildes. (LfD/2011) Friedhofsmauer: Granitbruchsteinsockel mit Ziegelaufsatz, Pfeilerabdeckung: Sandstein | 09300528 |
|                                         | Wohnhaus in halboffener Bebauung | Marienstraße 6 (Karte)                       | 1. Hälfte 19. Jh.         | typischer Bau der ursprünglich kleinräumigen Ortsbebauung, Obergeschoss Fachwerk, ortsentwicklungsgeschichtliche und baugeschichtliche Bedeutung. Denkmaltext: zweigeschossiges, traufständiges Gebäude, Putzfassade über Bruchsteinsockel, Erdgeschoss massiv, mit seitlicher Toreinfahrt, Obergeschoss in Fachwerk, Fenster hier bündig eingesetzt, Satteldach, Dokument der historischen Bebauung des einstigen Ackerbürger- und Handwerkstädtchens, als eines der letzten weitgehend original erhaltenen Ackerbürgerhäuser verweist es auf die örtliche Bau- und Lebensweise in vorindustrieller Zeit. (LfD/2011) Zwei Geschosse, 6 Achsen, traufständig, Putzfassade mit Bruchsteinsockel, Fenster oben alt, Holzfensterrahmungen, Satteldach, Obergeschoss verputztes Fachwerk | 09259340 |
|                                         | Wohnhaus in offener Bebauung | Marienstraße 8 (Karte)                       | 1. Hälfte 19. Jh.         | mit Ladeneinbau, im Kern Fachwerkgebäude, Putzfassade, Teil der ursprünglichen kleinräumigen Ortsbebauung, ortsgeschichtliche und baugeschichtlich Bedeutung. Denkmaltext: zweigeschossiger, giebelständiger Bau, Erdgeschoss teils massiv, teils wohl in Blockbauweise, Obergeschoss in Fachwerk, verputzt, zugewandter Giebel massiv, verkachelte Ladenzone (Fleischerei), Satteldach, Dokument der historischen Bebauung des einstigen Ackerbürger- und Handwerkstädtchens, einst wohl Wohnhaus einer Hofanlage, verweist wie das benachbarte Ackerbürgerhaus Marienstraße 8 auf die örtliche, von Landwirtschaft geprägte Bau- und Lebensweise in vorindustrieller Zeit, durch Blockbauweise wichtiges Zeugnis für die Geschichte des Hausbaus in der Region. (LfD/2011) Zwei Geschosse, drei Achsen, giebelständig, Putzfassade, Erdgeschoss teilweise in Blockbauweise, Obergeschoss Fachwerk verputzt, Ladenzone verkachelt im Erdgeschoss, Satteldach | 09259341 |
|                                         | Altes Diakonat (Ehemaliges Diakonat, heute Wohnhaus und Scheune) | Marienstraße 25 (Karte)                      | 1709                      | stattlicher Bau mit Walmdach in Nachbarschaft zur Marienkirche, ortsgeschichtliche und sozialgeschichtliche Bedeutung. Denkmaltext: Diakonat: zweigeschossiger Massivbau, verputzt mit Bruchsteinsockel, Mansarddach, Scheune: massiv, verputzt, Satteldach, Einrichtung des Diakonats geht auf Stiftung der Rittergutsherrschaft zurück (1605 durch Carol von Friesen), Schenkung des Grundstücks, Teil der ältesten Bebauung im historischen Ortskern von Rötha, im unmittelbaren Umfeld der Marienkirche, sowohl Zeugnis der lokalen Baugeschichte als auch Aussagewert zu den sozialen Verhältnissen in der Vergangenheit. (LfD/2011) Zwei Geschosse, Putzfassade mit Bruchsteinsockel, Mansardwalmdach, originale Holztraufe, Scheune: Putzfassade, Satteldach, alte Dachstühle mit handgestrichenen Dachziegeln. | 09259353 |
| Weitere Bilder                          | Hofgebäude und Toreinfahrt | Markt 4 (Karte)                              | 1. Hälfte 19. Jh.         | Fachwerkbau, Torpfeiler in Sandstein, Bestandteile der ursprünglichen Ortskernbebauung, ortsgeschichtliche Bedeutung. Denkmaltext: zweigeschossiger Bau, Erdgeschoss teils massiv, teils Fachwerk, Obergeschoss in Fachwerk, Satteldach, Torpfeiler in Zeitzer Sandstein, Radabweiser und überstehende Abdeckplatten mit flachen Pyramidenaufsätzen, Dokument der Vergangenheit Röthas als Ackerbürgerstädtchen, einer der letzten authentisch erhaltenen Bauten dieser Art am Ort. (LfD/2011) Hofgebäude Fachwerk saniert, Hofpflasterung, zwei Sandsteintorpfeiler | 09259374 |
|                                         | Mietshaus | Markt 9 (Karte)                              | bez. 1906                 | Putz-Klinker-Fassade, aufwändiger Jugendstilbau in ortsbildprägender Lage am Markt, ortsentwicklungsgeschichtliche und baugeschichtliche Bedeutung. Denkmaltext: dreigeschossiger Bau, Fassade teils verputzt, teils mit weißen Klinkern verkleidet, Mansarddach, Erdgeschoss mit seitlich gelegener Einfahrt und Laden, Obergeschosse symmetrisch gegliedert, hier zwei flache Risalite, diese durch geschwungene Zwerchgiebel bekrönt, besonders reizvoll an der Fassadengestaltung das Zusammenspiel den Putzpartien mit reichen Jugendstildekorationen und den verklinkerten Flächen, aus der Erbauungszeit die Türflügel der Toreinfahrt, Zeugnis der baulichen Entwicklung Röthas in der Zeit um 1900, dokumentiert das Vordringen großstädtischer Bauformen in das einstige Ackerbürger- und Handwerkerstädtchen, eines der qualitätvollsten Gebäude jener Entwicklungsphase am Ort, zudem wesentlicher Bestandteil im Erscheinungsbild des Marktes. (LfD/2011) Drei Geschosse, acht Achsen, Zwei Risalite mit Zwerchhäusern, Erdgeschoss Putz geglättet, Obergeschosse weiße Klinkerflächen und reiche Jugendstilstuckaturen, original: Tor, Windfangtür und Klinke, Wohnungstüren, AWC-Türen, Treppenhaus. | 09259083 |
|                                         | Gasthof Zum Löwen (Ehemaliger Gasthof) | Markt 12 (Karte)                             | 16. Jh. bis 18. Jh.       | verputzte Fassade mit Renaissance-Sitznischenportal, ortsgeschichtliche und baugeschichtliche Bedeutung. Denkmaltext: zweigeschossiger, traufständiger Bau, Mansarddach, Mischmauerwerk in Bruchstein und Ziegel, teilweise Ausbesserung in Lehmziegeln (Giebel), oberer Giebelteil Fachwerk, Fassade verputzt, Sitznischenportal mit gotischem Stabwerk verweist auf den spätmittelalterlichen Ursprung des Hauses, über dem Portal Hauszeichen mit springenden Löwen, datiert: 1684, Fenstergewände in beiden Geschossen profiliert, äußerer Erscheinung des Gebäudes insgesamt durch barocken Umbau geprägt, Inneres mit Kreuzgewölben im Erdgeschoss, wohl ältester Profanbau im Ort, damit von hoher ortsgeschichtlicher Bedeutung, aufgrund seiner Funktion, Ausgestaltung und seines Alters auch baugeschlichtich, nicht nur im örtlichen Rahmen, von großem Wert. (LfD/2011) Zwei Geschosse, sechs Achsen, Mansarddach, spätgotisches Maßwerkportal, darüber in einer Nische ein Löwenrelief, stark gefährdet. | 09259082 |
| Weitere Bilder                          | Gasthof Drei Rosen | Markt 13 (Karte)                             | 1440, Datierung im Keller | schlichter Putzbau, im Kern barockes Gebäude mit älteren Resten (Kellergewölbe), im späten 19. und 20. Jahrhundert stark überformt, stattlicher Eckbau in ortsbildprägender Lage, ortsgeschichtliche, baugeschichtliche und städtebauliche Bedeutung. Denkmaltext: dreigeschossiger Bau, massiv, verputzt, Walmdach, Erdgeschoss noch durch die Elemente des zweigeschossigen Barockbaus geprägt (Fenster- und Türgewände), Gestaltung der Obergeschosse (u. a. Rundbogenfenster im ersten Obergeschoss) auf den Umbau des späten 19. Jh zurückgehend, Fassaden in der Form des späten 19. Jh. mit reicher Putzgliederung (Lisenen und Gesimse), diese im 20. Jh. auf den heutigen Zustand reduziert, alte, aller Wahrscheinlichkeit nach auf vorbarocke Zeiten zurückgehende Kelleranlage (Datierungsstein 1440), bestehend aus zwei Tonnen in Ziegelmauerwerk, Teil der historischen Marktbebauung von Rötha, gehört zu den ältesten und damit baugeschichtlich wertvollsten Gebäuden am Ort, als alter Gasthof auch Aussagewert für das gesellschaftliche Leben in der Vergangenheit, fungierte im 19./20. Jh. als Rathaus, Sparkasse und Kino, durch markante Lage am Markt (bildet dessen nördliche Begrenzung) wichtige städtebauliche Bedeutung. (LfD/2011) Drei Geschosse, 7-6 Achsen, Putzfassade mit Putzrahmungen der Türen und Fenster, Walmdach, nach Auskunft des Ortschronisten spätmittelalterliches Kellergewölbe, Eingang Bahnhofstraße 2. | 09259425 |
| Weitere Bilder                          | Schlossmühle (Mühlenanwesen, bestehend aus Müllerwohnhaus, Mühlengebäude und rückwärtigem Mühlgraben mit Wehranlage) | Mühlgasse 15 (Karte)                         | 18. Jh. (Müllerwohnhaus)  | Müllerwohnhaus im Kern barock, ortsgeschichtliche, baugeschichtliche und technikgeschichtliche Bedeutung. Denkmaltext: Müllerwohnhaus: breitgelagerter, zweigeschossiger Bau mit Krüppelwalmdach, Erdgeschoss massiv, Obergeschoss Fachwerk, verputzt, Mühlengebäude: viergeschossiger Massivbau, verputzt, flaches Satteldach, über der Tür mit Sandsteingewände Inschrift und Wappenstein: Schloß Mühle (nach Wappenrecherche um 1915 angebracht), im Gebäudeinneren vermutlich noch Reste der Mühlentechnik, westlich der Gebäude Mühlgraben mit Wehr, der ortsgeschichtliche Aussagewert ergibt sich aus der Zugehörigkeit der Mühle zum ehem. Rittergutskomplex, als Barockbau hat das Müllerwohnhaus zudem eine baugeschichtliche Bedeutung, seit alters sind Mühlen notwendige Einrichtungen der Nahrungsgewinnung und -versorgung, somit dokumentieren historische Zeugnisse des Mühlenwesens wie hier einen wichtigen Bereich des Lebens und Wirtschaftens in der Vergangenheit, aus der Veranschaulichung der früheren Funktionsweise einer Mühle resultiert die technikgeschichtliche Bedeutung. (LfD/2011) Müllerwohnhaus: breitgelagerter, zweigeschossiger Bau mit Krüppelwalmdach, Erdgeschoss massiv, Obergeschoss Fachwerk, verputzt, Mühlengebäude: viergeschossiger Massivbau, verputzt, flaches Satteldach, über der Tür mit Sandsteingewände Inschrift und Wappenstein: Schloß Mühle (nach Wappenrecherche um 1915 angebracht), im Gebäudeinneren vermutlich noch Reste der Mühlentechnik, westlich der Gebäude Mühlgraben mit Wehr, der ortsgeschichtliche Aussagewert ergibt sich aus der Zugehörigkeit der Mühle zum ehem. Rittergutskomplex, als Barockbau hat das Müllerwohnhaus zudem eine baugeschichtliche Bedeutung, seit alters sind Mühlen notwendige Einrichtungen der Nahrungsgewinnung und -versorgung, somit dokumentieren historische Zeugnisse des Mühlenwesens wie hier einen wichtigen Bereich des Lebens und Wirtschaftens in der Vergangenheit, aus der Veranschaulichung der früheren Funktionsweise einer Mühle resultiert die technikgeschichtliche Bedeutung. Mühlentechnik nicht geprüft, ob noch vorhanden! | 09259389 |
|                                         | Gasthof Gambrinus (Wohnhaus in halboffener Bebauung, mit Gaststätte) | Rathausstraße 3 (Karte)                      | 1904                      | Putzfassade, gut erhaltener Jugendstilbau, ortsgeschichtliche und baugeschichtliche Bedeutung. Denkmaltext: zweigeschossiger Bau, Putzfassade (geglättet), Bruchstein- und Klinkersockel, Fenstergestaltung des Erdgeschosses mit Klinker- und Kunststeinelementen, Schlusssteine mit Masken, Akzentsetzung auch durch Schmucksteine an der Gebäudeecke und im Traufbereich, entsprechend der städtebaulichen Wirkung des Gebäudes in den Markt hinein die Gebäudeecke mit zwei geschweiften Giebeln (ursprünglich mit Ornamentrelief verziert) und der Konsolfigur des Gambrinus betont, im Gastraum historische Ausstattungselemente: Wandvertäfelung, Stuckdecke, Innentüren, Lampen an Wänden und Decken alt, vermutlich 1930er Jahre, als gehobenes Gasthaus des frühen 20. Jh. in Marktnähe Dokument für die damaligen Lebensverhältnisse in der Kleinstadt, als markanter Jugendstilbau auch baugeschichtlich bedeutend. (LfD/2011) Zwei Geschosse, Putzfassade geglättet (Giebel), Bruchstein- und Klinkersockel, Jugendstildetails (Trumpfsteine), original: alle Fenster, Haustür, teilweise Wohnungstüren, Treppenhaus, im Gastraum: Wandvertäfelung, Stuckdecke, Innentüren, Lampen an Wänden und Decken alt, vermutlich 1930er Jahre. | 09259373 |
|                                         | Wohnhaus in Ecklage zur Kirchgasse | Rathausstraße 6 (Karte)                      | 1. Hälfte 19. Jh.         | Putzbau, Teil der historischen Stadtkernbebauung, ortsentwicklungsgeschichtliche Bedeutung. Denkmaltext: zweigeschossiger Bau, massiv, verputzt, Satteldach, Fledermausgaupen, weitgehend authentisch erhaltenes Dokument der Bau- und Lebensweise in dem einstigen Handwerker- und Ackerbürgerstädtchen in vorindustrieller Zeit, durch das unmittelbare Gegenüber von diesem Hauses und dem Jugendstilbau Rathausstraße 9 Ortsentwicklung hier besonders anschaulich nachvollziehbar. (LfD/2011) Zwei Geschosse, originaler Dachstuhl, drei Fledermausgauben, vermutlich Lehm, Fenster: Obergeschoss 19. Jh., im Giebel Halbrundfenster mit Sprossenteilung, Holztraufe. | 09259381 |
|                                         | Mietshaus in Ecklage | Rathausstraße 9 (Karte)                      | bez. 1908                 | Jugendstilbau mit Natursteinelementen, ortsentwicklungsgeschichtliche Bedeutung. Denkmaltext: zweigeschossiger, malerisch gestalteter Bau, Natursteinsockel in Rochlitzer Porphyrtuff, Fassaden verputzt (möglicherweise geglättet), einzelne Elemente ebenfalls in Rochlitzer Porphyrtuff (Fensterrahmungen) Mansarddach, Fenster im Erdgeschoss rundbogig geschlossen, Toreinfahrt seitlich gelegen, im Dachbereich durch Zwerchgiebel betont, im Schlussstein der Torrahmung Datierung: 1908, entsprechend der städtebaulichen Lage Ecke durch Erker mit Türmchen hervorgehoben, Zeugnis der Ortsentwicklung um 1900, gekennzeichnet durch den Einzug großstädtischer Bauformen in das einstige Ackerbürger- und Handwerkerstädtchen, durch unmittelbares Gegenüber von diesem Gebäude und dem älteren Wohnhaus Rathausstraße 6 die verschiedenen Etappen der Ortsentwicklung hier besonders anschaulich nachvollziehbar. (LfD/2011) Zwei Geschosse, Dachgeschoss ausgebaut, Zwerchhaus, Eckerker mit Turm, Putzfassade geglättet mit Porphyrrahmungen, Sockel Porphyrbruchstein, originale Tordurchfahrt mit Bezeichnung 1908, teilweise Fenster. | 09259377 |
| Direkt Bild zu diesem Denkmal hochladen | Wohnhaus in offener Bebauung | Rosental 10 (Karte)                          | 1768                      | im Kern Lehmbau, Teil der ursprünglichen Stadtrandbebauung, sozialgeschichtliche und baugeschichtliche Bedeutung. Denkmaltext: giebelständiger Bau, straßenseitig eingeschossig, abgewandter Teil auf der Hofseite zweigeschossig, Wände unten Bruchstein, ansonsten in Stampflehm ausgeführt (massiv), im Innern Balkendecken, Dokument zur Bau- und Lebensweise der sozial niedrig stehenden Bevölkerungsschichten in der Vergangenheit am Ort und in der Region, als Beispiel eines in Stampflehmbaues des 18. Jh. auch hausgeschichtlich von Bedeutung. (LfD/2011) Ein Geschoss, Putzfassade, giebelständig, unten Bruchstein, Lehmmauerwerk (massiv), original: Balkendecken, Türen alt, Fachwerk, „Alte Bäckerei“, gefährdet. | 09259403 |
| Direkt Bild zu diesem Denkmal hochladen | Amtshof (ehem.) (Mietshaus in halboffener Bebauung in Ecklage zur August-Bebel-Straße) | Straße der Jugend 1 (Karte)                  | um 1905                   | stattlicher, reich gegliederter Bau mit Jugendstildetails, im Erdgeschoss ursprünglich Gaststätte, ortsentwicklungsgeschichtliche und baugeschichtliche Bedeutung. Denkmaltext: zweigeschossiger, abwechslungsreich gestalteter Baukörper, Klinkersockel, Fassaden darüber durch unterschiedlich Putzstrukturen gestaltet, hölzerne Traufe mit Kassetten, ausgebautes Dach, entsprechend der städtebaulichen Situation turmartige Gestaltung der Ecke, an der Langseite flacher Risalit mit Lisenen und Putzspiegeln, darüber Dachhaus, Zeugnis für die bauliche Entwicklung des Ortes im frühen 20. Jh., architektonisch anspruchsvoller, zeittypischer Bau, der offensichtlich im Zuge des Amtsgerichtsneubaus entstand und zur städtebaulichen Aufwertung des Gerichtsumfelds beitragen sollte, nach wie vor wichtiger Bestandteil des Ortsbilds. (LfD/2011) Zwei Geschosse, 6-4 Achsen, Putzfassade mit Putzgliederung, Klinkersockel, Dachgeschoss ausgebaut, Eckturm mit Mansardwalmdach, original: Fenster teilweise, Eingang neu, Mietshaus gefährdet | 09259406 |
| Weitere Bilder                          | Ehemaliges Amtsgericht Rötha, mit Vorgarten, Eckpavillonresten und Wachhäuschen an der Zufahrt sowie ehemaliges Amtsgefängnis mit Hofraum auf der Südseite des Gefängnisses                                                                            | Straße der Jugend 5 (Karte)                  | 1908–1910                 | Putzfassaden mit Natursteinelementen, reich gegliederte Baukörper im späten Jugendstil mit zahlreichen originalen Details, ortsgeschichtliche, landesgeschichtliche und baugeschichtliche Bedeutung. Denkmaltext: Amtsgericht: zweigeschossiger, asymmetrisch gegliederter Baukörper mit Putzfassade und Porphyrtuffelementen, hohes, ausgebautes Walmdach, an der Straßenfront mit abgewalmtem Zwerchgiebel, darüber Uhrentürmchen mit geschwungener Haube, links Eckturm mit skulptiertem Portal, hier seitlich die Initialen der Architekten und des Bauleiters (alle mit Zirkel verbunden): Edmund Waldow (EW), Heinrich Tscharmann (HT) und M. Zettler (MZ), am seitlichen Zugang Portalrahmung mit Datierung: A DOM 1910, im Inneren bauzeitliche Ausstattungselemente erhalten: Eingangsbereich, Treppenhaus, Türen, Windfangtür, Wandfliesen, Lampen, Amtsgefängnis: dreigeschossiger Bau, massiv, verputzt, Porphyrtuffelemente, Seitenrisalit, hohes, ausgebautes Walmdach, Zellenfenster vergittert, im Innern Türen aus der Erbauungszeit, auf der Südseite des Gefängnisses kleiner umfriedeter Hof mit Tor und Nebengebäuden, Wachhäuschen: Bruchsteinmauerwerk, Tür mit Natursteineinfassung, Zeltdach, die im Auftrag des Kgl.-Sächs. Finanzministeriums errichteten Gerichtsgebäude verweisen auf die Geschichte Röthas als Gerichtsstandort und sind Dokumente der sächsischen Justizgeschichte im Allgemeinen, außerdem sind sie sowohl bautypologisch als auch für das Schaffen der für Sachsen wichtigen Architekten Waldow und Tscharmann von großer Bedeutung. (LfD/2011) Putzfassade mit Porphyrgliederung, Porphyrsockel, Walmdach, Bau mit abgewalmtem Zwerchgiebel, links Eckturm und skulptierten Portal, Uhrturm, original: Treppenhaus, Türen, Windfangtür, Wandfliesen, Treppenhaus-Eingangsbereich: originale Lampen, Zellengitter an den Türen, Kellerfenstergitter, bezeichnet 1910 am seitlichen Portal, ursprünglich königliches Amtsgericht, Wachhäuser an der Tordurchfahrt, Putzfassade mit Porphyrgliederung, Mansardkrüppelwalmdach mit querstehendem Flügel und Dachreiter, Dachgaube und Anbauten im Erdgeschoss, original: Türen im Inneren, Gitter an den Zellen, Fenster teilweise, rückwärtig Treppenhausrisalit mit Türenbekrönung. | 09259394 |
| Direkt Bild zu diesem Denkmal hochladen | Mietvilla in offener Bebauung | Straße der Jugend 6 (Karte)                  | um 1905                   | Putzfassade mit elegantem Jugendstildekor, ortsentwicklungsgeschichtliche und baugeschichtliche Bedeutung Denkmaltext: zweigeschossiger Bau, Ziegelmauerwerk, gelber Klinkersockel, darüber Edelputz mit Glimmer, Mansarddach, Front asymmetrisch gegliedert, erkerartiger Vorbau, bis in den Dachbereich aufsteigend und in spitzem Fachwerkgiebel endend, akzentuierende Schmuckfelder mit Jugendstil- und Werkkunstdekor (Stuck), vor allem auf den Vorbau konzentriert, im Traufbereich zu seiten des Erkers Eulen im Flachrelief, Hauseingang seitlich mit Vorhäuschen in Holz, Haustür, Treppenhaus und Wohnungstüren in bauzeitlicher Form erhalten, Dokument der baulichen Entwicklung des Orts im frühen 20. Jh., im örtlichen Rahmen als Villenbau herausragend, zudem wichtiger Bestandteil im Umfeld des Amtsgerichts, durch zeittypisch, qualitätvolle Ausprägung auch baugeschichtlich von Wert. (LfD/2011) Putzfassade mit Putzgliederung, gelber Klinkersockel, Giebel mit Fachwerk, original: hölzerner Vorbau, Treppenhaus, Wohnungstüren, Haustür, Fenster neu, schmiedeeisernes Treppengeländer, Treppenhausfenster, Vorgarten, Einfriedung. | 09259404 |
|                                         | Großkelterei Rötha (Fabrikbau, später Verwaltung, mit Gefolgschaftsraum) | Waldstraße 4 (Karte)                         | 1910                      | im Reformstil der Zeit um 1910, im Dachgeschoss weitgehend original erhaltener Gefolgschaftsraum der NS-Zeit, ortsgeschichtliche, regionalgeschichtliche und sozialgeschichtliche Bedeutung. Denkmaltext: breitgelagerter, zweigeschossiger Bau mit weit überstehendem Mansarddach, im Kern wohl Stahlbetonskelett, Fassaden verputzt und durch breite Lisenen gegliedert, Treppenhaus seitlich angeordnet, dessen oberes Fenster schneidet in die Traufe ein, im Mansardgeschoss Musterbeispiel eines Gesellschaftsraumes für einen Betrieb unter nationalsozialistischer Führung, um 1934, eingeweiht durch Gauleiter Mutschmann, bedeutendes Zeugnis für die industrielle Entwicklung des Ortes und der Region, Dokument für die Geschichte der industriellen Obstverwertung in Rötha, durch Gefolgschaftsraum auch allgemeiner Aussagewert zu den sozialen Verhältnissen in der Zeit des Nationalsozialismus. (LfD/2011) Fabrikgebäude: Zwei Geschosse, Dach ausgebaut, große Pilastergliederung. – Streichung im Mai 2003: Verwaltungsgebäude und Keller (Verwaltungsgebäude: Drei Geschosse, fünf Achsen, Putzfassade mit Klinkergliederung, Klinkerecklisenen, original: Haustür, Fenster teilweise, Stufengiebel auf Konsolen, Zierfriese Klinker, kurzer rückwärtiger Anbau, Traufgesims aus Klinkern und Klinkerkonsölchen, Keller: Backsteingewölbe, Bruchsteinverblendung am Eingang). | 09259392 |
| Direkt Bild zu diesem Denkmal hochladen | Pumpenwerk des ehemaligen Werks Espenhain | Waldstraße 25a; 25b (Karte)                  | um 1940                   | Klinkerbau, heute Wohnhaus, technikgeschichtlich und wirtschaftsgeschichtlich von Bedeutung. Denkmaltext: anderthalbgeschossiger Klinkerbau, flach geneigtes Satteldach, zu Wohnzwecken umgebaut, funktionsgerechte sachliche Gestaltung in Anlehnung an traditionelle Formen, damit erkennbar als Bau der Zeit um 1940, Zeugnis der Industriegeschichte in der Region. (LfD/2011) Ensemble von Wehranlage und Stausee, (MUEG BT Wasserwirtschaft Espenhain), Klinkerbau, anderthalbgeschossig, flaches Satteldach, im Erdgeschoss große mehrfach unterteilte Fenster. Innenausstattung des Pumpenwerkes nicht überprüft | 09259368 |

## Espenhain
| Bild                                    | Bezeichnung | Lage                        | Datierung                      | Beschreibung | ID       |
| --------------------------------------- | --- | --------------------------- | ------------------------------ | --- | -------- |
| Direkt Bild zu diesem Denkmal hochladen | Bahnhof Espenhain (Empfangsgebäude des Bahnhofs Espenhain) | Bahnhofstraße 2 (Karte)     | 1913                           | Putzbau mit verbrettertem Obergeschoss, reich gegliederter Baukörper im Heimatstil, 1913 erbaut, als Personen- und Güterbahnhof bis 1995 genutzt, eisenbahngeschichtlich und baugeschichtlich von Bedeutung. Zwei Geschosse, mit Dachaufbau, Putzfassade, reich gegliederter Baukörper, Porphyrquadersockel, Erdgeschoss teilweise Fachwerk, Holztraufe, Obergeschoss Holzverkleidung, original: Fenster, Treppenhaus, Türen, teilweise zerstört, bis 1995 in Betrieb, leerstehend, starker Verfall (2014), mit angrenzender Laderampe und neueren seitlichen Anbauten. | 09259597 |
| Weitere Bilder                          | Dorfkirche Espenhain (Kirche (mit Ausstattung) und Kirchhof mit Grabsteinen) | Bauernstraße (Karte)        | 1709                           | kleine barocke Saalkirche mit kräftigem Dachreiter, barocke und klassizistische Grabsteine, baugeschichtlich und ortsgeschichtlich von Bedeutung. Putzfassade mit Bruchsteinmauerwerk, Porphyrahmung der Fenster und Portal, Schieferdeckung, original: Tür und Klinke 19. Jh., Fenster 19. Jh., zwei Grabmäler: Sandstein an der Westfassade rechts und links vom Portal, rechts der Kirche klassizistische Urnenstele aus Porphyr, Grabstein unsaniert, Kirche saniert. | 09259581 |
| Direkt Bild zu diesem Denkmal hochladen | Seitengebäude eines Bauernhofes | Bauernstraße 10 (Karte)     | 1854                           | Obergeschoss Fachwerk mit kleiner Oberlaube, Krüppelwalmdach, wichtiger Teil der bäuerlichen Bebauung von ortsbildprägendem Charakter, baugeschichtlich und ortsgeschichtlich von Bedeutung. Wohnstallhaus: Putzfassade, Fachwerk-Obergeschoss, mit Resten einer Oberlaube über ehemaligem Stall, Fenster unten verändert, Tür alt, Bruchsteinmauerwerk Untergeschoss, Krüppelwalmdach, Dachstuhl original, Holztraufe, Untergeschoss Garageneinbau. | 09259587 |
| Direkt Bild zu diesem Denkmal hochladen | Seitengebäude, daran angebaute Scheune und weiteres Seitengebäude eines Vierseithofes                                                                                            | Bauernstraße 11 (Karte)     | um 1890                        | Putzbauten mit Klinkergliederungen, gut erhaltene Teile eines Vierseithofes vom Ende des 19. Jahrhunderts, baugeschichtlich und ortsgeschichtlich von Bedeutung. Scheune: Putzfassade und Klinkergliederungen mit Klinkertraufe, zweiflügeliges Holztor, Stall: Putzfassade und Klinkergliederung und Holztüren, Hof: mit original Pflasterung, Seitengebäude: Zwei Geschosse, Putzfassade mit Klinkergliederung, Stockgesims aus Klinker, Zahnschnittfries, Traufe, Klinker, Bruchsteinsockel. | 09259583 |
| Direkt Bild zu diesem Denkmal hochladen | Wohnhaus, Seitengebäude und Toranlage (Toreinfahrt und Pforte) eines Bauernhofes                                                                                                 | Bauernstraße 14 (Karte)     | 1794                           | Wohnhaus und Seitengebäude mit Fachwerkobergeschoss über massivem Erdgeschoss, Wohnhaus strebenreiches Fachwerk, Torpfeiler mit Porphyrvasenaufsätzen, stattliche Hofanlage, baugeschichtlich und ortsgeschichtlich von Bedeutung. Wohnhaus: Putzfassade, Fachwerk im Obergeschoss, Holztraufe, Porphyrsockel-Sockel, Fenster neu, Walmdach, Stall: Putzfassade, zum Teil Fachwerk-Obergeschoss, Krüppelwalmdach, Fledermausgauben, Bruchsteinmauerwerk, sonst Klinker, Taubenschlag: Speichertüren alt und hölzern, Scheune: Fachwerk mit zwei großen Toren und Holzangeln, Ziegelausfachung, Fledermausgauben, Hof: Pflasterung und Pumpe (Brunnen), Toranlage mit drei Pfeilern mit Porphyrvasenaufsätzen und Bogenstein, Sanierung mit Zustimmung, Wohnhaus verputzt, Scheune vor 2012 abgebrochen | 09259586 |
| Direkt Bild zu diesem Denkmal hochladen | Verwaltungsgebäude (Anschrift: Leipziger Straße 34) und Schaltwarte (Anschrift: Stromstraße 6) des ehemaligen Großkraftwerkes und späteren Braunkohlenveredlungswerkes Espenhain | Leipziger Straße 34 (Karte) | 1938–1940 (Verwaltungsgebäude) | Klinkerbauten, Anklänge an den Stil der Moderne, weitgehend original erhaltene bauliche Zeugnisse einer bedeutenden Werkanlage mit Brikettfabrik, Schwelerei und Kraftwerk, im Vorfeld des Zweiten Weltkrieges insbesondere zur Herstellung von Treibstoffen errichtet, technikgeschichtlich, baugeschichtlich und ortsgeschichtlich von Bedeutung. Verwaltungsgebäude: dreigeschossiges Gebäude mit gegliederter Klinkerfassade, straßenseitig Balkons mit darunterliegenden Zahnschnittkonsolen, Eckbetonung, Fensterbekrönung, Uhrturm mit vier Außenuhren, Walmdach mit Zahnschnittfries am Traufgesims, Dachausbau später, halbrunder Pförtneranbau, Schaltwarte: dreigeschossiges langgestrecktes Gebäude mit roter Klinkerfassade als Verbindungsbau zwischen Kraftwerk 1 und Kraftwerk 2, eckige Fenster mit Stahlbetonfertigteilen gerahmt, risalitartig vorgezogener Mittelteil, im Innern eindrucksvolle Schaltzentrale mit originaler Einrichtung im Stil der Zeit um 1940 mit Stuckdecke. Kraftwerk wurde 1938 bis 1942 erbaut, nach Zerstörung im Krieg in großen Teilen erneuert, 2003 abgebrochen. | 09258387 |
| Direkt Bild zu diesem Denkmal hochladen | Verwaltungsgebäude (Anschrift: Leipziger Straße 34) und Schaltwarte (Anschrift: Stromstraße 6) des ehemaligen Großkraftwerkes und späteren Braunkohlenveredlungswerkes Espenhain | Stromstraße 6 (Karte)       | 1938–1940 (Verwaltungsgebäude) | Klinkerbauten, Anklänge an den Stil der Moderne, weitgehend original erhaltene bauliche Zeugnisse einer bedeutenden Werkanlage mit Brikettfabrik, Schwelerei und Kraftwerk, im Vorfeld des Zweiten Weltkrieges insbesondere zur Herstellung von Treibstoffen errichtet, technikgeschichtlich, baugeschichtlich und ortsgeschichtlich von Bedeutung. Verwaltungsgebäude: dreigeschossiges Gebäude mit gegliederter Klinkerfassade, straßenseitig Balkons mit darunterliegenden Zahnschnittkonsolen, Eckbetonung, Fensterbekrönung, Uhrturm mit vier Außenuhren, Walmdach mit Zahnschnittfries am Traufgesims, Dachausbau später, halbrunder Pförtneranbau, Schaltwarte: dreigeschossiges langgestrecktes Gebäude mit roter Klinkerfassade als Verbindungsbau zwischen Kraftwerk 1 und Kraftwerk 2, eckige Fenster mit Stahlbetonfertigteilen gerahmt, risalitartig vorgezogener Mittelteil, im Innern eindrucksvolle Schaltzentrale mit originaler Einrichtung im Stil der Zeit um 1940 mit Stuckdecke. Kraftwerk wurde 1938 bis 1942 erbaut, nach Zerstörung im Krieg in großen Teilen erneuert, 2003 abgebrochen. | 09258387 |

## Mölbis
| Bild                                    | Bezeichnung                                                                              | Lage                            | Datierung         | Beschreibung | ID       |
| --------------------------------------- | ---------------------------------------------------------------------------------------- | ------------------------------- | ----------------- | --- | -------- |
| Weitere Bilder                          | Halde Trages                                                                             | (Karte)                         | 1938–1939         | nach der Sprengung des Kraftwerkes Thierbach eines der letzten Zeugnisse des Braunkohlentagebaubetriebes Espenhain, aufgrund ihrer Größe mit landschaftsprägender Wirkung, zwischen 1938/39 und 1990 als Halde sowohl für Abraum als auch nachfolgend für Asche der Ascheverspülung des Kraftwerkes Thierbach genutzt, erstreckt sich über die Gemeinden Rötha, Gem. Mölbis, Kitzscher, Gem. Thierbach und Trages, Borna, Gem. Gestewitz bergbaugeschichtlich von Bedeutung, Seltenheitswert. Abraum- und Aschehalde, Form eines gleichseitigen Dreiecks mit einer Seitenlänge von durchschnittlich 2,2 Kilometern und einer Grundfläche von zirka 200 Hektar, dreieckiges Plateaus mit einer Seitenlänge von 1,1 Kilometer Länge. Die maximale Höhe des Plateaus über der Haldenumgebung beträgt 66 Meter bzw. 231 Meter über NN, Volumen des Haldenkörpers 85 Millionen Kubikmeter, Anlage eines touristisch genutzten Rundweges mit Schautafeln und Objekten des Braunkohlenbergbaus (kein Denkmal), Aussichtsturm (2002 eröffnet, kein Denkmal), Halde erstreckt sich über drei Gemeinden: Gemeinde Rötha, Stadt, Gemarkung Mölbis 803/2, 823, 826, 806/2, 804, 805, 813, 822, 815, 824, 825, 816, 817, 827, 828, 829, 830, 623, 811/2, 812, 814, 818, 819, 310, 820, 291/1, 117/13 Gemeinde Kitzscher, Stadt, Gemarkung Thierbach 351/8, 351/5, 379/4, 379/6, 379/10, 353/7, 351/3, 137/2, 136/2, 386, 379/18, 379/14, 379/12, 379/8, 353/5, 357/4, 141/2, 379/1, 379/2, 353/3, 357/2, 379b, 356/2, 356/1, 354, 355 Gemeinde Kitzscher, Stadt, Gemarkung Trages 48, 47, 46, 102, 68/5, 68/6, 69/6, 68/2, 68/4, 70/3, 60/2, 69/4, 69/2, 70/4, 71/1, 70/2, 71/2, 72/1, 72/3, 72/2, 72/4, 72/5, 72/6, 100/2, 101, 100a, 75, 74/2, 76, 104, 432, 73, 59/3, 40/2, 39, 43/2, 144/5, 45, 117/5, 430/2, 100/1, 44/1, 123/2, 103/1, 103/2, 431/2, 123/3, 117/6, 117/3, 44/2, 116/3, 111/3, 110/3, 105/3, 431/1 Gemeinde Borna, Gemarkung Gestewitz 281/4 | 09306325 |
| Direkt Bild zu diesem Denkmal hochladen | Wohnhaus eines Bauernhofes                                                               | Kretzschmarstraße 1 (Karte)     | 1. Hälfte 19. Jh. | Obergeschoss Fachwerk verputzt, Krüppelwalmdach, stattlicher Baukörper in ortsbildprägender Lage, durch Schankrecht einst wichtige Rolle im Dorfleben, baugeschichtlich und ortsgeschichtlich von Bedeutung. Denkmaltext: zweigeschossig, Erdgeschoss Bruchsteinmauerwerk, Obergeschoss Fachwerk (verputzt), Porphyrtuffsockel (Reste), Lehmflechtwerk mit Ausfachung, profilierte Holztraufe, Krüppelwalmdach mit altem Dachstuhl, Teil der historischen Ortsbebauung, Zeugnis der regionalen Bau- und Lebensweise in der Vergangenheit, durch Schankrecht einst wichtige Rolle im gesellschaftlichen Leben des Dorfgemeinschaft, hieraus ergibt sich der orts- und baugeschichtliche Aussagewert (LfD/2011) Zwei Geschosse, Erdgeschoss Bruchsteinmauerwerk, Obergeschoss Fachwerk, Porphyrsockel (Reste), Lehmflechtwerk mit Ausfachung, profilierte Holztraufe, Krüppelwalmdach, Dachstuhl alt, Fenster und Innenaufteilung verändert, Hofanlage mit Schankrecht. | 09259606 |
| Weitere Bilder                          | Dorfkirche Mölbis (Kirche (mit Ausstattung))                                             | Straße der Republik (Karte)     | 1688              | barocke Saalkirche mit stattlichem Dachreiter, ortsgeschichtliche, künstlerische und städtebauliche Bedeutung. Saalbau, Walmdach, Dachreiter, Ausstattung Ende 17. Jh., doppelte Westempore, Chorempore und Balusterbrüstung, Altarretabel und -aufsatz, Porträt Bock. | 09259598 |
| Direkt Bild zu diesem Denkmal hochladen | Pfarrhaus                                                                                | Straße der Republik 10 (Karte)  | 1804              | Obergeschoss Fachwerk, ortsbildprägende Lage, wichtiger Bestandteil der ursprünglichen Dorfstruktur, ortsgeschichtliche und baugeschichtliche Bedeutung. Denkmaltext: zweigeschossiger Bau mit Krüppelwalmdach, Erdgeschoss und Giebel massiv, verputzt, Obergeschoss an den Längsseiten in Fachwerk, straßenseitig offenliegend, rückwärtig verputzt, Teil der historischen Ortskernbebauung, gehört zu den wenigen Bauten in Mölbis, die noch weitgehend authentisch über Art und Weise der Dorfbebauung in der Vergangenheit bezeugen können, zudem Dokument für die Lebensbedingungen eines Dorfpfarrers in früherer Zeit, im Zusammenspiel mit der Kirche wichtige Bedeutung für das Ortsbild. (LfD/2011) Erdgeschoss verputzt, straßenseitig Obergeschoss Sichtfachwerk, rückwärtig verputzt, Krüppelwalmdach, Fenstergrößen weitgehend original, Fenster im Obergeschoss alt, saniert! | 09259610 |
| Direkt Bild zu diesem Denkmal hochladen | Wohnstallhaus, Seitengebäude und Toranlage eines Dreiseithofes                           | Straße der Republik 12 (Karte)  | um 1800           | beide Gebäude Obergeschoss Fachwerk, weitgehend erhaltene Hofanlage von ortsbildprägendem Charakter, ortsgeschichtliche und baugeschichtliche Bedeutung. Denkmaltext: Wohnstallhaus: zweigeschossig, Erdgeschoss möglicherweise Lehm, verputzt, Obergeschoss regelmäßiges, zweiriegeliges Fachwerk, zugewandter Giebel massiv, rückwärtiger Teil (ehem. Stall mit Futterboden) vollständig massiv, Gewölbe des Stalls auf Eisenstützen, Satteldach, Seitengebäude: zweigeschossig, Erdgeschoss Ziegelmauerwerk, verputzt, Obergeschoss Fachwerk (wie am Wohnhaus sehr regelmäßig und zweirieglig), Ausfachung mit Ziegeln und Lehm, Satteldach mit altem Dachstuhl, profilierte Knagge an der Traufe, Giebelgestaltung neu, Toranlage: drei Ziegelpfeiler, verputzt, mit Abdeckplatten, Denkmalobjekte gehören zu den letzten in weitgehend ursprünglicher Form erhaltenen bäuerlichen Bauten im Dorf, somit Zeugnisse der früheren bäuerlichen Bau- und Lebensweise im Ort und in der Region,hierdurch ergibt sich der ortsgeschichtliche und baugeschichtliche Aussagewert, außerdem wichtiger Bestandteil für das Ortsbild in unmittelbarer Nachbarschaft der Kirche (LfD/2011) Wohnstallhaus: Zwei Geschosse, Stampflehm, Mauerwerk im Erdgeschoss verputzt, Obergeschoss Fachwerk, Holztraufe auskragend, Dachstuhl vermutlich alt, Fenstergrößen original, Giebel neu aufgemauert, Stallgewölbe auf Eisenstützen, Auszugshaus: Backsteinmauerwerk verputzt, Fachwerkausfachung mit Backstein und Lehm, Holztraufe, Dachstuhl alt, Eckkonsole profiliert, Fenstergröße teilweise original, Toranlagen: drei Backsteinpfeiler mit Bekrönung. | 09259612 |
| Direkt Bild zu diesem Denkmal hochladen | Seitengebäude eines Dreiseithofes                                                        | Straße der Republik 13 (Karte)  | 1. Hälfte 19. Jh. | mit Fachwerkobergeschoss, Teil der historischen Ortskernbebauung in Nachbarschaft des ehemaligen Schlossparks, baugeschichtliche Bedeutung. Stampflehm Mauerwerk Erdgeschoss, Obergeschoss Sichtfachwerk, Fenstergrößen original, Dachstuhl alt, Holztraufe. | 09259611 |
|                                         | Ehemalige Schule, heute Wohnhaus                                                         | Mölbiser Hauptstraße 25 (Karte) | 1929              | Putzbau mit Klinkergliederungen, im Stil der 1920er Jahre, ortsgeschichtliche Bedeutung. Zwei Geschosse und Souterraingeschoss, T-förmiger Grundriss, 1994/1995 rückwärtig erweitert, Putzbau mit Klinkergliederungen (Strukturklinker), Portalrahmung mit Klinkerschmuckverband, Erweiterung und Sanierung denkmalgerecht. | 09259616 |
|                                         | Orangerie im Schlosspark Mölbis (Ehemalige Orangerie im Gutspark des Rittergutes Mölbis) | Mölbiser Hauptstraße 34 (Karte) | um 1714           | Putzbau mit Mansarddach, im Kern barockes Gebäude, im späten 19. Jahrhundert offensichtlich neubarock überformt, baugeschichtliche und künstlerische Bedeutung. Denkmaltext: eingeschossig, massiv, verputzt über Bruchsteinsockel, Gliederungselemente teilweise in Sandstein, zum Teil rekonstruiert, Mansarddach mit reich geschmücktem Zwerchhaus auf der Parkseite, Treppenhausrisalit zur Straße, im Kern barockes Gebäude, im späten 19. Jh. offensichtlich neubarock überformt, mit Resten des Rittergutsparkes letzter erhalten Bestandteil des einstigen Rittergutes Mölbis (Schloss 1946 abgerissen), hierdurch hoher ortsgeschichtlicher Aussage- und Dokumentationswert, als Orangeriebau auch wichtige bautypologische Bedeutung. Zwei Geschosse, Putzbau, Bruchsteinsockel, Fassade geglättet, Dach, Sandsteingauben und Holztraufe, zum Teil rekonstruiert, reich gegliedertes Zwerchhaus auf der Parkseite, Treppenhausrisalit zur Straße. | 09259599 |
| Direkt Bild zu diesem Denkmal hochladen | Villa Hempel                                                                             | Mölbiser Hauptstraße 37 (Karte) | 1897              | Putzbau mit Klinkergliederung und getrepptem Giebel, baugeschichtliche Bedeutung. Zwei Geschosse, Putzbau mit Klinkergliederung und getrepptem Klinkergiebel über winkelförmigem Grundriss, Fenster teilweise original, Krüppelwalmdach seitlich dazu Zwerchgiebel. | 09259600 |

## Oelzschau
| Bild                                    | Bezeichnung | Lage                                     | Datierung              | Beschreibung | ID       |
| --------------------------------------- | --- | ---------------------------------------- | ---------------------- | --- | -------- |
| Direkt Bild zu diesem Denkmal hochladen | Brauerei mit Verwaltungs- und Wohngebäude (Straße der Freundschaft 62), Stallgebäude (Rohrbacher Straße 15a), ehemaligem Brauereigebäude und Toranlage an der Rohrbacher Straße | Rohrbacher Straße 15a (Karte)            | 1894                   | schlichte Putzbauten um quadratischen Hof angeordnet, Stallgebäude mit markantem Uhr-Türmchen, großzügige Anlage des späten 19. Jahrhunderts, von teils bemerkenswerter architektonischer Qualität, ortsgeschichtlich von Bedeutung. Brauereigebäude: Keller Kreuzgewölbe, 1. Obergeschoss Kellerraumgeschoss, Putzfassade, unter Traufe Mauerkrönchen mit Fachwerk, Putzgliederungen, Krüppelwalmdach, Porphyrfenstersohlbänke, gefährdet, Verwaltungs- und Wohnungsgebäude: Zwei Geschosse, 11 Achsen, Putzfassade geglättet, zwei Horizontalporphyrgesimse, Fenstersohlbank aus Porphyr, Hofseite hölzerne Veranden, Gusseisengitter, hölzerner Vorbau an der Fassade (Portal), dahinter zwei Stufen, prächtiges Portal mit Oberlicht und Kleeblattbögen aus Eiche mit Schnitzereien, Hofpflasterung, Pferdestall: ruinös – kein Denkmal, Wohntrakt: kleine dreiflügelige Anlage mit mittigem, hölzerner Dachreiter zu Uhr, Ladeluke, Putzgliederungen, Rundfenster und Rundbogenfenster, Fenster alt, Tor an der Straße des Friedens: mit schmiedeeisernem Gitter und Klinkerpfeiler zu Kunststeinbekrönungen, seit 1884 Arzneimittelbetrieb (Serum) und seit 1965 Impfstoffmittelproduktion, ab 31. Dezember 1990 stillgelegt. | 09259656 |
| Direkt Bild zu diesem Denkmal hochladen | Seitengebäude eines Dreiseithofes | Schulstraße 2 (Karte)                    | Mitte 19. Jh.          | gut erhaltenes Auszüglerhaus, Obergeschoss Fachwerk, Teil des ursprünglichen Ortskerns, baugeschichtlich von Bedeutung. Stall mit Heuboden: Erdgeschoss Bruchsteinmauerwerk, nur Erdgeschoss verputzt, Obergeschoss Sichtfachwerk, Krüppelwalmdach, nur Erdgeschoss verputzt, Fenstergrößen original, Holztraufe. | 09259663 |
| Direkt Bild zu diesem Denkmal hochladen | Seitengebäude und Scheune eines Dreiseithofes | Schulstraße 3 (Karte)                    | um 1800                | Seitengebäude mit Fachwerkobergeschoss über verputztem Lehm- und Bruchsteinmauerwerk, Scheune Ziegelbau teilweise verputzt, gut erhaltene Teile eines ehemaligen Bauernhofes des Ortskerns, baugeschichtlich und ortsgeschichtlich von Bedeutung. Wohnhaus: Zwei Geschosse, vier Achsen, giebelständig, Putzfassade, Krüppelwalmdach, an der Hofseite Zwerchhaus mit Krüppelwalmdach, Erdgeschoss Fenster original, Haustür original, Giebelfenster original, Treppenhaus original, Fenstersohlbänke neu. Wohnstallhaus: Putzfassade, Fachwerk im Obergeschoss, originale Fenster- und Türgrößen, Dachstuhl, Krüppelwalmdach, Stallanbau 19. Jh., Scheune bezeichnet 1903 mit zwei großen Flachbogentoren, alte Schiebetore, gelbe Klinkergliederung im Erdgeschoss, Bruchsteinsockel, Tafel: „19 KS 03“, Hofpflasterung, Scheune unsaniert | 09259665 |
| Direkt Bild zu diesem Denkmal hochladen | Scheune eines Bauernhofes | Schulstraße 5 (Karte)                    | bez. 1899              | Klinkerbau mit Mittelrisalit und Zwerchgiebelchen, gut erhaltener Teil eines Dreiseithofes, baugeschichtlich von Bedeutung. Scheune: Klinkerbau mit drei großen Schiebetoren, kleiner Mittelrisalit mit Zwerchgiebelchen mit Blechknaufbekrönung, Tafel: SB 1899, Bruchsteinmauerwerk verputzt, Obergeschoss Klinker. | 09259666 |
|                                         | Einzeldenkmale der Sachgesamtheit Rittergut Oelzschau b. Rötha (Obj. 09303514): Ehemaliges Herrenhaus (Nr. 6/8) und zwei Wirtschaftsgebäude (hinter Nr. 8 zum Hof und Nr. 12, an der Straße | Schulstraße 6; 8; 12 (Karte)             | nach 1644              | Herrenhaus stattlicher Putzbau mit Putzgliederungen, älterer Gebäudeteil mit Porphyrtuff- und Sandsteingliederungen, Wirtschaftsgebäude Putzbauten mit Ziegelsteingliederungen, als authentisch erhaltene Zeugnisse des Ritterguts Oelzschau von ortsgeschichtlicher und baugeschichtlicher Bedeutung. Herrenhaus auf L-förmigem Grundriss mit Mansardwalmdach jüngerer Teil: Putzfassade mit Putzgliederungen, zwei Geschosse, fünf Achsen, zehn Achsen, zwei Zwerchhäuser mit geschweiftem Giebel (zur Schulstraße abgebrochen) Putzgliederungen, rückwärtig Reste einer Holzveranda, Eingang mit Ecksäule, viertelkreisförmig vortretendes Treppenhaus mit Resten von Bleiverglasung und originaler Hoftür, älterer Teil: Zwei Geschosse, 4 Achsen, Putzbau mit Porphyr- und Sandsteingliederungen, Portal an der Fassade, ehemals Tordurchfahrt, rundbogig mit geschwungenem Gesims, seitliche Porphyrgewände, Bekrönung verloren, schmiedeeiserne Gitter, Innen: Kreuzgratgewölbe, Holzpaneele und Wohnungstüren mit Schnitzereien, Portal zum Hof: original: Haustür mit Oberlicht und geschliffenem Glas, Wohnungstürenfenster mit geschwungenen Sprossen, Fußbodenfliesen, Treppenhaus, Wohnungstüren. Stall bezeichnet 1863: langgestreckter Baukörper mit drei Risaliten für Tore und Ladeluken, Backsteinbau (verputzt), Rundbogenfries an der Traufe, im Inneren preußische Kappe auf achteckigem Gusseisenstützen. Stall mit Wohnungen: Zwei Geschosse, Putzbau mit Klinkergliederungen, Stockgesims, Rundbogenfries an der Traufe als deutsches Band, innen: Stallteil mit preußische Kappen, Dachgeschoss ausgebaut. | 09259660 |
|                                         | Sachgesamtheit Rittergut Oelzschau b. Rötha, mit den Einzeldenkmalen: ehemaliges Herrenhaus (Nr. 6/8, jetzt Gemeindeamt) und zwei Wirtschaftsgebäude (hinter Nr. 8 zum Hof und Nr. 12 an der Straße) (siehe Obj. 09259660) und mit den Sachgesamtheitsteilen: Toreinfahrt, Hofpflasterung, Teich mit Insel und Spazierweg mit Gehölzbestand | Schulstraße 6; 8; 12 (Karte)             | nach 1644 (Herrenhaus) | Herrenhaus stattlicher Putzbau mit Putzgliederungen, älterer Gebäudeteil mit Porphyrtuff- und Sandsteingliederungen, gut erhaltene Teile eines großen Ritterguts, baugeschichtlich und ortsgeschichtlich von Bedeutung. Inselteich mit Insel und Baumrondell aus Eichen und Linden (konnte nicht betreten werden!), Spazierweg (Dammweg) südlich des Inselteiches mit altem Baumbestand aus vorwiegend Eichen, Kastanien und Linden. | 09303514 |
| Direkt Bild zu diesem Denkmal hochladen | Wohnhaus, Seitengebäude und Hofmauer mit Toranlage eines ehemaligen Dreiseithofes | Seitenweg 5 (Karte)                      | 1. Hälfte 19. Jh.      | Wohnhaus mit verputztem Fachwerkobergeschoss, verkleidetem Giebel und Krüppelwalmdach, original erhaltene Bestandteile einer Hofanlage, Teil der ursprünglichen Ortsbebauung, baugeschichtlich und ortsgeschichtlich von Bedeutung. Wohnhaus: Putzbau mit Krüppelwalmdach, Erdgeschoss verputzt, Obergeschoss Fachwerk, Giebel verbrettert, alte Fenster in originaler Größe, Erdgeschossfenster mit Holzrahmung, Scheune: ruinös, Stampflehmmauerwerk, großes Holztor mit Holzangel, Schieferdachdeckung, Auszugshaus: Erdgeschoss verputzt, Obergeschoss vermutlich Fachwerk, Krüppelwalmdach, Fenster originale Größe, Toranlage: gelbe Klinkerpfeiler und Mauer 19. Jh., Anbau an Wohnhaus vermutlich neueren Datums. | 09259653 |
|                                         | Zwei Steinkreuze (vor Straße der Freundschaft 41 und vor Sportlerweg 2) | Sportlerweg 2 (bei) (Karte)              | 14./15. Jh.            | vermutlich Mord- und Sühnekreuze, ein Kreuz aus Porphyr, ein Kreuz aus Sandstein, geschichtlich von Bedeutung. Straße der Freundschaft 41 – Flurstück 94/63, Sportlerweg 2 – Flurstück 94/61 | 09259638 |
| Direkt Bild zu diesem Denkmal hochladen | Villa mit Einfriedung und Toreinfahrt | Sportlerweg 20 (Karte)                   | 1927                   | Putzbau mit dreiseitigem Standerker mit Balkon, verbretterter Giebel, Baukörper in markanter Ortsrandlage, Gebäude im Heimat- und Reformstil der Zeit nach 1910, baugeschichtlich von Bedeutung. Putzbau, dreiseitiger Erker mit Balkon, seitliches Zwerchhaus mit Krüppelwalmdach, Fenster und Fensterladen original, Gartenlaube auf gemauerten Pfeilen der Grundstücksecke, Toreinfahrt mit gemauerten Pfeilern, Treppenhaus mit Bleiglasfenstern. | 09259675 |
| Weitere Bilder                          | Kirche (mit Ausstattung), Kirchhof mit Einfriedungsmauer, Gefallenendenkmal des Ersten Weltkrieges und OdF-Gedenkstein | Straße der Freundschaft (Karte)          | 13. Jh.                | romanische Saalkirche mit eingezogenem Chor und Apsis sowie mit breitem Westturm, aufwendig gestaltetes Kriegerdenkmal auf dem Kirchhof, baugeschichtlich, ortsgeschichtlich und ortsbildprägend von Bedeutung. Kirche: Putzbau mit Porphyreckquaderungen, Bruchsteinmauerwerk, am Schiff Rundbogenfenster mit Sprossenteilung, Kriegergrabstätte: Denkmal mit zwei Einzelgrabsteinen im Halbrund mit Steinbänken für die Opfer des I. Weltkrieges (Entwurf und Ausführung: Grabmalkunst Borsdorf Lpz.), Friedhofsmauer: aus Bruchsteinen, kleines Mahnmal: „Zur Ehre von drei Opfern des Faschismus“ (Grabstein aus Porphyr). | 09259635 |
| Direkt Bild zu diesem Denkmal hochladen | Hofmauer mit Toranlage eines Bauernhofes | Straße der Freundschaft 16 (Karte)       | Ende 19. Jh.           | drei Klinkertorpfeiler, Teil eines ortstypischen Gehöfts, straßenbildprägend, baugeschichtlich von Bedeutung. Toranlage: aus gelben Klinkern Vierkantpfeilern mit Kunststeinbekrönungen und glasierte Zierklinker in grün und blau, Fries mit deutschem Band, Stall und Scheune: Putzfassade, Bruchstein- und Backsteinmauerwerk (verputzt), Flachbogenfenster und Türöffnungen mit Sandsteinrahmungen, Reste von Hofpflasterung, gestuftes Traufgesims, leerstehend, ruinös. | 09259649 |
| Direkt Bild zu diesem Denkmal hochladen | Wohnstallhaus, Scheune und Toranlage eines Dreiseithofes | Straße der Freundschaft 35 (Karte)       | 2. Hälfte 19. Jh.      | Wohnstallhaus, teilweise Fachwerkobergeschoss, verputzt, mit Krüppelwalmdach, ortsbildprägender Hof des ausgehenden 19. Jahrhunderts, baugeschichtlich und ortsgeschichtlich von Bedeutung. Zwei Geschosse, Putzbau, Krüppelwalmdach, Fenster teilweise originale Größe, giebelständig, im Giebelfeld drei Rundbogenfenster, mit Vorgarten, zahlreiche Anbauten am Wohnstall, Scheune: Klinkerbau mit zwei großen Toren aus Holz, Taubenpfeiler aus Holz im Hof. | 09259643 |
| Direkt Bild zu diesem Denkmal hochladen | Pfarrhaus mit seitlicher Toreinfahrt (Torbogen und Pforte) | Straße der Freundschaft 36 (Karte)       | bez. 1720              | mächtiger Putzbau mit Krüppelwalmdach und schönem Türportal, Teil der ursprünglichen Ortskernbebauung, ortsbildprägende Lage an einer Straßenkreuzung, baugeschichtlich und ortsgeschichtlich von Bedeutung. Zwei Geschosse, fünf Achsen, Putzbau, traufständig, Holztraufe, Krüppelwalmdach, Fenster teilweise in Originalgröße, auf Böschung stehende alte Einfriedung, Pflasterung zum Haus mit Zugangsweg, Haustür 19. Jh. mit Klinke und schmalen Porphyrrahmen und Wappenkeilstein bezeichnet 1770, Toreinfahrt mit kleinen Durchgang daneben. | 09259641 |
| Direkt Bild zu diesem Denkmal hochladen | Ehemalige Schule, jetzt Wohnhaus | Straße der Freundschaft 37 (Karte)       | 1. Hälfte 19. Jh.      | schlichter Putzbau, in ortsbildprägender Lage, in Nachbarschaft zur Kirche, ortsgeschichtlich von Bedeutung. Zwei Geschosse, fünf Achsen, Putzfassade, Walmdach, Bruchstein- und Ziegelmauerwerk, original: Fenster teilweise, Holztraufe, Fenstersohlbänke aus Holz, Eingang verändert. | 09259636 |
| Direkt Bild zu diesem Denkmal hochladen | Gasthaus | Straße der Freundschaft 38 (Karte)       | 19. Jh.                | in markanter Ecklage zur Straße der Freundschaft, Putzbau mit hohem Krüppelwalmdach und Porphyrfenstergewänden, an Straßenkreuzung im Ortskern, von ortsbildprägendem Charakter, ortsgeschichtlich von Bedeutung. Zwei Geschosse, Putzbau mit hohem Krüppelwalmdach, Erdgeschoss Fensterrahmen aus Porphyr, im Giebelfeld zwei Rundbogenfenster alt. | 09259640 |
|                                         | Zwei Steinkreuze (vor Straße der Freundschaft 41 und vor Sportlerweg 2) | Straße der Freundschaft 41 (bei) (Karte) | 14./15. Jh.            | vermutlich Mord- und Sühnekreuze, ein Kreuz aus Porphyr, ein Kreuz aus Sandstein, geschichtlich von Bedeutung. Straße der Freundschaft 41 – Flurstück 94/63, Sportlerweg 2 – Flurstück 94/61 | 09259638 |
| Direkt Bild zu diesem Denkmal hochladen | Brauerei mit Verwaltungs- und Wohngebäude (Straße der Freundschaft 62), Stallgebäude (Rohrbacher Straße 15a), ehemaligem Brauereigebäude und Toranlage an der Rohrbacher Straße | Straße der Freundschaft 62 (Karte)       | 1894                   | schlichte Putzbauten um quadratischen Hof angeordnet, Stallgebäude mit markantem Uhr-Türmchen, großzügige Anlage des späten 19. Jahrhunderts, von teils bemerkenswerter architektonischer Qualität, ortsgeschichtlich von Bedeutung. Brauereigebäude: Keller Kreuzgewölbe, 1. Obergeschoss Kellerraumgeschoss, Putzfassade, unter Traufe Mauerkrönchen mit Fachwerk, Putzgliederungen, Krüppelwalmdach, Porphyrfenstersohlbänke, gefährdet, Verwaltungs- und Wohnungsgebäude: Zwei Geschosse, elf Achsen, Putzfassade geglättet, zwei Horizontalporphyrgesimse, Fenstersohlbank aus Porphyr, Hofseite hölzerne Veranden, Gusseisengitter, hölzerner Vorbau an der Fassade (Portal), dahinter zwei Stufen, prächtiges Portal mit Oberlicht und Kleeblattbögen aus Eiche mit Schnitzereien, Hofpflasterung, Pferdestall: ruinös – kein Denkmal, Wohntrakt: kleine dreiflügelige Anlage mit mittigem, hölzerner Dachreiter zu Uhr, Ladeluke, Putzgliederungen, Rundfenster und Rundbogenfenster, Fenster alt, Tor an der Straße des Friedens: mit schmiedeeisernem Gitter und Klinkerpfeiler zu Kunststeinbekrönungen, seit 1884 Arzneimittelbetrieb (Serum) und seit 1965 Impfstoffmittelproduktion, ab 31. Dezember 1990 stillgelegt. | 09259656 |
| Direkt Bild zu diesem Denkmal hochladen | Wohnhaus eines Häusleranwesens | Thomas-Müntzer-Straße 8 (Karte)          | um 1800                | alte Ortslage Kömmlitz, Wohnhaus ortsbildprägender Putzbau am Dorfeingang, Teile der ursprünglichen Bebauung am Ortsausgang, sozialgeschichtlich von Bedeutung. Ein Geschoss, Putzfassade, vermutlich Lehmmauerwerk, Dachstuhl alt, Fenstergrößen teilweise original, Stallgebäude: Putzfassade, Bruchstein- und Ziegelmauerwerk, Giebel verbrettert. | 09259678 |
| Direkt Bild zu diesem Denkmal hochladen | Steinkreuz | Thomas-Müntzer-Straße 10 (bei) (Karte)   | 14./15. Jh.            | alte Ortslage Kömmlitz, aus Porphyrtuff, ortsgeschichtlich von Bedeutung (Steinkreuz vom Besitzer vor 2012 geborgen, soll wieder aufgestellt werden). | 09259680 |
| Direkt Bild zu diesem Denkmal hochladen | Wohnstallhaus und Toreinfahrt eines Bauernhofes | Thomas-Müntzer-Straße 15 (Karte)         | um 1880                | alte Ortslage Kömmlitz, Bau mit aufwendiger Fassadengestaltung in ortsbildprägender Lage, stattliches Wohnstallhaus als giebelständiger Putzbau mit Klinkergliederungen, baugeschichtlich und ortsgeschichtlich von Bedeutung. Zwei Geschosse, giebelständig, Putzfassade mit Klinker- und Kunststeingliederungen, Bruchsteinsockel und teilweise Bruchstein Erdgeschoss, Obergeschoss Backstein, Klinkerstockgesims, Klinkertraufe mit Zahnschnitt, Fenster und Türen mit Flachbogen und Keilstein aus Kunststein, zwei Klinkertorpfeiler mit Kunststeinaufsätzen mit Vorgarten und schmiedeeisernen Gittern, DENKMALBEGRÜNDUNG. | 09259683 |
| Direkt Bild zu diesem Denkmal hochladen | Wohnstallhaus eines Bauernhofes | Thomas-Müntzer-Straße 16 (Karte)         | 1. Hälfte 19. Jh.      | alte Ortslage Kömmlitz, Teil der ursprünglichen Bebauung in ortsbildprägender Lage, Putzbau mit Porphyrtuffgewänden und Fachwerkobergeschoss, baugeschichtlich und ortsgeschichtlich von Bedeutung Zwei Geschosse, Putzfassade, Fenster teilweise Porphyrgewände im Erdgeschoss, 1. Obergeschoss Fachwerk, Bruchstein- und Lehmmauerwerk im Erdgeschoss, Dachstuhl alt, Holztraufe, Fenster originale Größe, DENKMALBEGRÜNDUNG. | 09259681 |
| Direkt Bild zu diesem Denkmal hochladen | Seitengebäude eines Bauernhofes | Thomas-Müntzer-Straße 17 (Karte)         | 2. Hälfte 19. Jh.      | alte Ortslage Kömmlitz, giebelständiger Putzbau mit Stallgewölben über Säulen, im Kern erhaltenes, landwirtschaftlich genutztes Gebäude des 19. Jahrhunderts, baugeschichtlich von Bedeutung. Zwei Geschosse, Putzfassade, Bruchsteinmauerwerk verputzt, Obergeschoss vermutlich Fachwerk, gestufte Klinkertraufe verputzt, teilweise originale Fenstergrößen, hölzerne Stalltüren und alte Speichertüren, Türen profilierte Sandsteinrahmen, Innen: Stall mit Tonnenwölbung auf Steinsäulen, Giebelseite Glasbausteine im Fenster, teilweise Hofpflasterung, Durchfahrt zur Straße. | 09259684 |
| Direkt Bild zu diesem Denkmal hochladen | Wohnstallhaus eines Bauernhofes | Thomas-Müntzer-Straße 21 (Karte)         | bez. 1886              | alte Ortslage Kömmlitz, giebelständiger Putzbau mit Kunststeingliederungen und Zwillingsfenster im Giebel, ortsbildprägender Bau am Ortsausgang mit aufwendiger Fassadengestaltung, baugeschichtlich von Bedeutung. Wohnstallhaus: Putzfassade mit Kunststeingliederungen und Resten von Stuck in den Fensterverdachungen des 1. Obergeschosses, Biforienfenster im Giebel, profiliertes Giebel- und Traufgesims, Tür und Fenstergrößen zum Teil verändert, zwei originale Fenster, Stall mit preußischem Kappengewölbe, bezeichnet 1886 im 1. Obergeschoss und an Biforienfenstern, mit Tafel „G.Berg 1886“ | 09259690 |

## Pötzschau
| Bild                                    | Bezeichnung | Lage                          | Datierung                           | Beschreibung | ID       |
| --------------------------------------- | --- | ----------------------------- | ----------------------------------- | --- | -------- |
|                                         | Wohnhaus, Toranlage (Toreinfahrt und Pforte) und Vorgarten-Einfriedung eines Dreiseithofes                                    | Dahlitzsch 1 (Karte)          | Ende 18. Jh.                        | Wohnhaus mit Fachwerkobergeschoss und Krüppelwalmdach, gut erhaltener ortsbildprägender Bau, baugeschichtlich von Bedeutung. Zwei Geschosse, Erdgeschoss Stampflehm verputzt, Obergeschoss Sichtfachwerk, Krüppelwalmdach, seitlicher Anbau straßenseitig für Stallerweiterung mit Schleppdach, originaler Dachstuhl, Bohlendeckung mit Stroh-Lehmfüllung, Scheune mit Stall, Toranlage Keilstein wohl datiert 1806, Einfriedung mit Eisenzaun. | 09259711 |
| Direkt Bild zu diesem Denkmal hochladen | Wohnstallhaus, Scheune und Stallgebäude eines Dreiseithofes                                                                   | Dahlitzsch 2 (Karte)          | 1. Hälfte 19. Jh.                   | Wohnstallhaus zum Teil mit Fachwerk-Obergeschoss, Fachwerkscheune mit einseitigem Krüppelwalmdach, Stallgebäude ein Putzbau mit Klinkergliederungen, geschlossen erhaltenes Gehöft in ortsbildprägender Lage, baugeschichtlich und ortsgeschichtlich von Bedeutung. Zwei Geschosse, giebelständig, vermutlich Lehm, Erdgeschoss und Fachwerk-Obergeschoss verputzt, Fenstergrößen original, teilweise alt, Giebelfassade erneuert, Scheune, Fachwerk mit Lehm- und Backsteingefachung, mit Flachbogen und Rechtecktor, Stall: Putzfassade mit Klinkergliederung mit Flachbogenfenstern, Stuckfries im Giebel. | 09259715 |
| Direkt Bild zu diesem Denkmal hochladen | Wegestein | Dahlitzsch 20b (vor) (Karte)  | 19. Jh.                             | quadratischer Grundriss, Wegweiser nach Mölbis aus Porphyrtuff, verkehrsgeschichtlich von Bedeutung. Denkmaltext: Quadratische Natursteinsäule mit flacher pyramidaler Spitze aus dem 19. Jh., ggf. ursprünglich vorhandene Inschriften nicht mehr erkennbar. Wegestein als Zeugnis der verkehrstechnischen Erschließung des ländlichen Raumes von verkehrsgeschichtlicher Bedeutung. (LfD/2014) Wegweiser nach Mölbis aus Porphyr, Inschrift unleserlich. | 09259724 |
| Direkt Bild zu diesem Denkmal hochladen | Seitengebäude eines Bauernhofes                                                                                               | Dahlitzsch 23 (Karte)         | bez. 1906                           | giebelständiger Putzbau mit Ziegelgliederungen, stattlicher, gut erhaltener Stallbau eines Bauernhofes, baugeschichtlich von Bedeutung. Bruchsteinsockel, Putzbau mit Klinkergliederungen, Klinkertraufe, Flachbogenfenster, Türgewände und Fenstersohlbänke aus Sandstein. | 09259718 |
| Direkt Bild zu diesem Denkmal hochladen | Wohnstallhaus und Seitengebäude eines ehemaligen Dreiseithofes                                                                | Dahlitzsch 25 (Karte)         | 1. Hälfte 19. Jh.                   | Wohnstallhaus mit Fachwerkobergeschoss verputzt, Stallgebäude ein Putzbau mit Klinkergliederungen, gut erhaltene Teile eines Bauernhofes in ortsbildprägender Lage, baugeschichtlich von Bedeutung. Zwei Geschosse, Erdgeschoss Bruchstein- und Lehmmauerwerk, Obergeschoss Fachwerk verputzt, Giebelwand mit Bruchstein erneuert, Fenster zum Teil alt, Dachstuhl original, Stall: Putzbau mit Klinkergliederungen, Flachbogenfenster, innen preußische Kappe. | 09259716 |
|                                         | Denkmal für die Gefallenen des Ersten Weltkrieges                                                                             | Großpötzschau 3 (vor) (Karte) | nach 1918 (Kriegerdenkmal)          | ortsgeschichtlich von Bedeutung. frei stehendes Denkmal zu neu gestalteter Platzanlage aus Rosengranit, bekrönt von Helm und vier Kanonenkugeln und Eisernem Kreuz. | 09259740 |
|                                         | Wohnstallhaus eines Dreiseithofes                                                                                             | Großpötzschau 10 (Karte)      | 2. Hälfte 18. Jh.                   | Obergeschoss Fachwerk über massivem Erdgeschoss, Teil eines Bauernhofes von ortsbildprägendem Charakter, baugeschichtlich von Bedeutung. Zwei Geschosse, Putzbau, Bruchstein und Lehmmauerwerk, Sichtfachwerk im Obergeschoss mit Flechtlehmausfachung, Fenster originale Größe, Tür mit Holzrahmen, Anbau neu (1940, erneuert 1964), Giebelwände Backstein, Hofpflasterung alt. | 09259739 |
|                                         | Wohnstallhaus und Stallgebäude eines Dreiseithofes                                                                            | Großpötzschau 16 (Karte)      | Ende 18. Jh.                        | Wohnstallhaus Obergeschoss strebenreiches Fachwerk, original erhaltenes Gehöft, bedeutender Bestandteil der ursprünglichen Ortsbebauung, baugeschichtlich von Bedeutung. Wohnstallhaus: Zwei Geschosse, Putzbau, Erdgeschoss verputzt, Obergeschoss Sichtfachwerk, Fenstergrößen original, zum Teil alt, Dachstuhl alt, vorkragender Teil des Obergeschosses über Eingang und Stall, Sandsteinfenstersohlbänke im Erdgeschoss, Stall: Putzbau, Bruchstein- und Lehmziegelmauerwerk, zwei Speichertüren aus Holz im Obergeschoss, Innengewölbe, Scheune: mit kleinen und großen Holztoren und Holzangeln, Fachwerk mit Backsteinverkleidungen verputzt, Holztraufe, Dachstuhl alt, Dachdeckung alt, Vorgarten mit Einfriedung (Eisenzaun), Streichung als Denkmal 2010, Hofpflasterung. | 09259738 |
| Weitere Bilder                          | Wohnstallhaus, Seitengebäude, Scheune, Hofpflasterung und Hofmauer mit Toranlage (Toreinfahrt und Pforte) eines Dreiseithofes | Großpötzschau 26 (Karte)      | um 1860                             | Wohnstallhaus ein Putzbau mit Putzgliederungen, Stallgebäude mit Fachwerkobergeschoss, Scheune Massivbau mit Ziegelgliederungen, Teile eines geschlossen erhaltenen Bauernhofes von ortsbildprägendem Charakter, baugeschichtlich und ortsgeschichtlich von Bedeutung. Wohnstallhaus: Zwei Geschosse, Putzbau mit Gliederungen, Bruchsteinsockel, Flachbogenfenster im Erdgeschoss, Kunststeinsohlbänke und Fensterverdachungen im Obergeschoss, Bruchsteintraufe, Fenster teilweise original, Klappläden, Stall mit Speicher, Obergeschoss Sichtfachwerk, Erdgeschoss Bruchsteinmauerwerk verputzt, Bruchstein mit Lehmziegelgefache, Dachdeckung neu, Scheune: Bruchstein, verputzt mit Backsteingliederungen | 09259730 |
|                                         | Wohnstallhaus, Seitengebäude und zwei Toranlagen eines Vierseithofes                                                          | Großpötzschau 27 (Karte)      | um 1850                             | Wohnstallhaus giebelständiger Putzbau mit Krüppelwalmdach, großer Bauernhof in ortsbildprägender Lage an der Straße zur Kirche, baugeschichtlich und ortsgeschichtlich von Bedeutung. Zwei Geschosse, Putzbau, Krüppelwalmdach, Holztraufe mit Balkenkonsolen, Fenstergrößen original, Fenster neu, saniert, Stall mit Wohnobergeschoss: Putzfassade, Krüppelwalmdach, Holztraufe mit Balkenkonsolen, an der Giebelfassade zwei Sandsteinfensterrahmen, Fenster im Obergeschoss teilweise alt, Stalldecke auf Steinsäulen, saniert, Scheune bezeichnet 1936, doppelte Toranlage beiderseits von kleinem Nebengebäude mit gemauerten Pfeilern. | 09259728 |
| Weitere Bilder                          | Kirche (mit Ausstattung) und Kirchhof mit Einfriedungsmauer                                                                   | Großpötzschau 30 (Karte)      | 15. Jh. (Kirche)                    | spätgotische Saalkirche mit dreiseitig geschlossenem Chor, neogotisch überformt und ergänzt (Kirchturm), baugeschichtlich, ortsgeschichtlich und ortsbildprägend von Bedeutung. Putzbau mit Porphyrecksteinen an Fensterrahmen und Strebelpfeilern, Innen: Ausstattung einheitlich von 1883, Empore, Gestühl, Chorgestühl, Altar, Kanzel, Taufe, Lesepult, zwei Liedertafeln, Wandpaneele, Bleiglasfenster fast vollständig erhalten, Orgel, nicht mehr genutzt, stark gefährdet. | 09259726 |
|                                         | Ehemalige Schule, jetzt Wohnhaus, mit Nebengebäude                                                                            | Großpötzschau 31 (Karte)      | 1865                                | schlichter Putzbau mit Sandsteingliederungen, gut erhaltener Schulbau in unmittelbarer Nachbarschaft zur Kirche, ortsgeschichtlich von Bedeutung. Zwei Geschosse, Putzbau, Bruchsteinsockel, Backsteinmauerwerk, Putzfassade geglättet, Fenster zum Teil original, profiliertes Traufgesims. | 09259727 |
| Weitere Bilder                          | Wohnstallhaus und Toranlage (Torbogen und Pforte) eines ehemaligen Dreiseithofes                                              | Großpötzschau 34 (Karte)      | um 1800                             | giebelständiges Wohnstallhaus mit Fachwerkobergeschoss, original erhaltene Teile eines Bauernhofes in ortsbildprägender Lage, baugeschichtlich und ortsgeschichtlich von Bedeutung. Wohnstallhaus: Zwei Geschosse, Lehm- und Bruchsteinmauerwerk verputzt, Fachwerk-Obergeschoss mit Backstein und Lehmflechtgefachen, Dachstuhl alt, Fenstergrößen original, Fenster teilweise alt, Erdgeschoss Sandsteinfenstergewände, Stalltüren mit Flachbogen und Sandsteinrahmung, Verlängerung des Stalles weitgehend abgebrochen, Stall, Backstein- und Lehmmauerwerk, Fachwerk-Obergeschoss mit kleiner, jetzt verbretterter Oberlaube, Scheune: Fachwerk mit Lehmflechtwerk, zwei Rechtecktore mit Holzangeln, große gemauerte Toranlage mit Torbögen über Tordurchfahrt und Eingang, Abbruchgenehmigungen, Teilabbruch des Gehöfts (Scheune und Seitengebäude vor 2012 abgebrochen). | 09259729 |
| Direkt Bild zu diesem Denkmal hochladen | Wohnstallhaus, zweites Wohnstallhaus und Scheune eines Dreiseithofes                                                          | Großpötzschau 35 (Karte)      | um 1800                             | Wohnstallhaus Obergeschoss Fachwerk mit Laube, zweites Wohnstallhaus Ziegelbau, Lehmscheune, gut erhaltener Bauernhof mit seltenem Beispiel einer erhaltenen Oberlaube, baugeschichtlich und ortsgeschichtlich von Bedeutung. 1. Wohnstallhaus: Putzbau mit Sichtfachwerk und Laube im Obergeschoss, Lehm- und Bruchsteinmauerwerk im Erdgeschoss, Obergeschoss Fachwerk mit Lehmgeflechtausfachung, Fenster originale Größe und alt, Dachstuhl und -deckung alt, Türen und Tore des Stalles alt, Scheune: Stampflehm, Bruchstein, Backstein mit Fachwerk und Lehmflechtwerk verputzt, ein großes und zwei kleine Tore, Dachstuhl alt, Holztraufe mit Taubenlöchern, 2. Wohnstallhaus: Backsteinbau unverputzt, Klinkergliederungen, Türrahmungen aus Sandstein, Bruchsteinsockel, Eingangstür profilierte Sandsteinrahmungen bezeichnet 18 E.T.84, Stockgesims (Klinker), im Giebel zwei Rundbogenfenster und Sandsteingesims, Hofpflasterung alt.                                        | 09259750 |
| Direkt Bild zu diesem Denkmal hochladen | Wohnstallhaus, Seitengebäude und Scheune sowie zwei Toreinfahrten und Hofpflasterung eines ehemaligen Vierseithofes           | Großpötzschau 37 (Karte)      | 2. Hälfte 19. Jh., später überformt | giebelständiges Wohnstallhaus ein Putzbau, Fachwerkscheune, geschlossen erhaltener Großbauernhof, augeschichtlich und ortsgeschichtlich von Bedeutung, das als Denkmal dazugehörende zweite Seitengebäude (traufständig, mit Fachwerk-Obergeschoss) wurde 1999 abgebrochen. Wohnstallhaus: Zwei Geschosse, Putzbau geglättet mit Kunststeingliederungen, Bruchsteinsockel, im Giebel doppeltes Rundbogenfenster, Stalltüren mit Sandsteinfenstergewänden, 1. Stall: Lehm- und Bruchsteinmauerwerk mit Fachwerk-Giebel, Balkendecke innen und Dachstuhl original, 2. Stall: Bruchstein- und Backsteinmauerwerk verputzt (hofseitig geglättet), Wohnnebengebäude: Erdgeschoss Backstein verputzt, Obergeschoss Sichtfachwerk mit Lehmflechtwerk, Fenstergrößen im Obergeschoss original, straßenseitig Fenster original mit Holzrahmen und Sandsteinsohlbänke, Scheune: Backstein-Fachwerkbau, Krüppelwalmdach, mit zwei großen Toren mit Holzangeln und Wetterfahne, Wohnstallhaus saniert. | 09259733 |
|                                         | Scheune eines Dreiseithofes                                                                                                   | Großpötzschau 43 (Karte)      | 1. Hälfte 19. Jh.                   | Fachwerkscheune, weitgehend original erhaltener Teil der ursprünglichen Ortsbebauung, baugeschichtlich von Bedeutung. Putzbau, giebelständig, Erdgeschoss verputzt, Obergeschoss Hofseite teilweise mit Sichtfachwerk, Krüppelwalmdach, profilierte Holztraufe, Fenstergrößen im Erdgeschoss stark verändert, seitliche Erweiterung Ende 19. Jh. | 09259749 |
| Weitere Bilder                          | Kirche (mit Ausstattung) und Kirchhof mit Einfriedungsmauer und Toranlage                                                     | Kleinpötzschau 8 (Karte)      | 13. Jh., später überformt           | im Kern romanische Chorturmkirche, baugeschichtlich, ortsgeschichtlich und ortsbildprägend von Bedeutung. Ausstattung einheitlich 1867, Mauer teilsaniert. | 09259704 |